# Gaillon
Ne pas confondre avec Gaillon-sur-Montcient dans le département des Yvelines.
Cet article possède un paronyme, voir Gayon.
Gaillon est une commune française située dans le département de l'Eure, en région Normandie.
Ses habitants sont les Gaillonnais.

## Géographie
La commune de Gaillon est située en vallée de Seine, qui borde ses zones d'activités industrielles vers Aubevoye, puis elle s'étend jusqu'aux coteaux boisés.
Gaillon est à 13 km des Andelys, à 14 km de Vernon, à 16 km de Louviers, à 18 km de Val-de-Reuil, à 23 km d'Évreux et à 41 km de Rouen.

### Communes limitrophes
| Le Val d'Hazey (comm. dél. de Sainte-Barbe-sur-Gaillon) | Le Val d'Hazey (comm. dél. d'Aubevoye) | Port-Mort               |
|                                                         | Gaillon                                |                         |
| Saint-Julien-de-la-Liègue                               | Saint-Aubin-sur-Gaillon                | Saint-Pierre-la-Garenne |

### Hydrographie
La commune est située dans le bassin Seine-Normandie. Elle est drainée par la Seine, le Ru du Canal, la dérivation de Notre Dame de la Garenne, le fossé 01 de la commune de Gaillon, le fossé 02 de la commune de Gaillon, le Ru de la Fontaine Bray, le ruisseau de Grammont et un autre petit cours d'eau,.

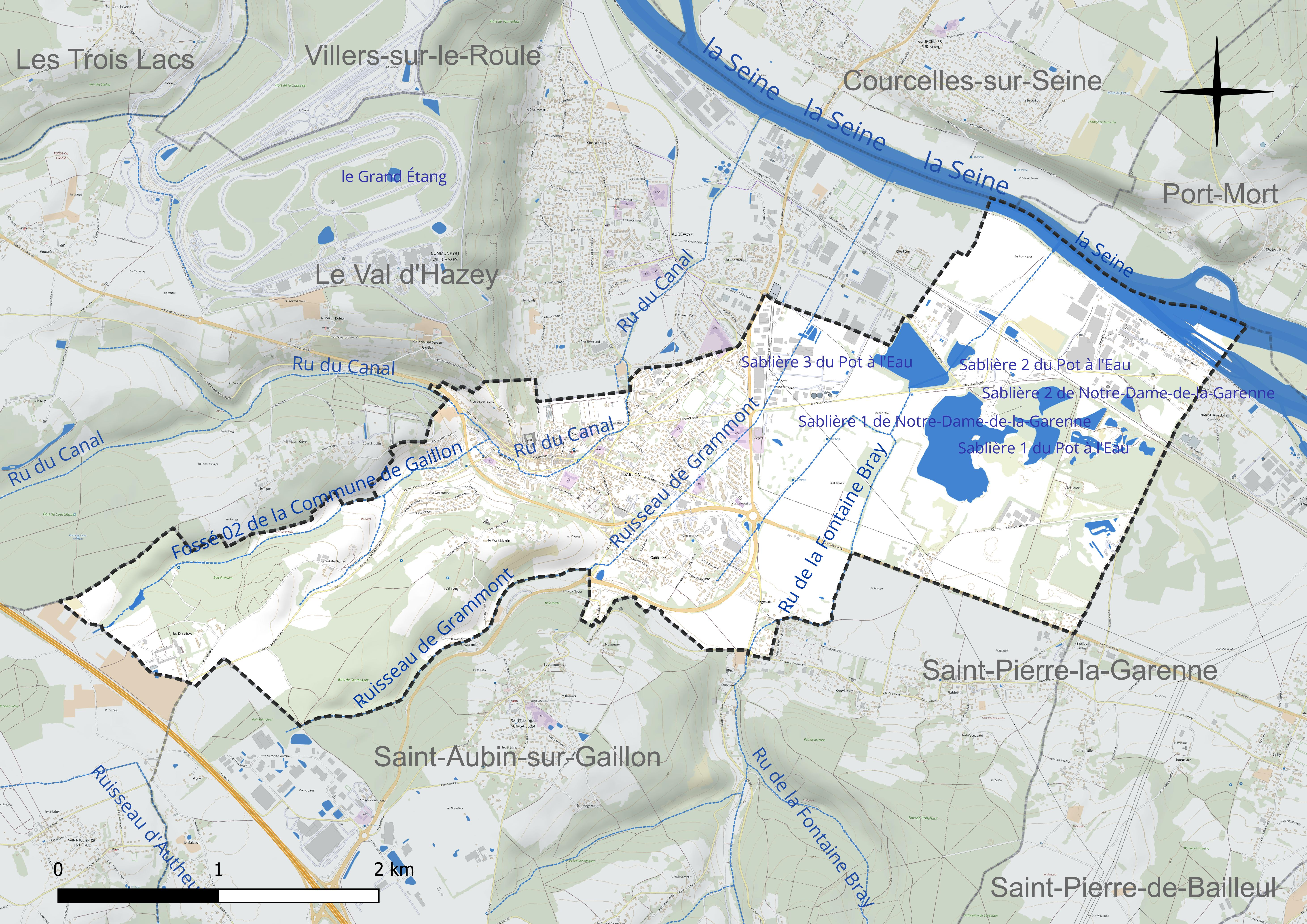
Réseau hydrographique de Gaillon.

Cinq plans d'eau complètent le réseau hydrographique : la sablière 1 de Notre-Dame-de-la-Garenne (1,3 ha), la sablière 1 du Pot à l'Eau (21,8 ha), la sablière 2 de Notre-Dame-de-la-Garenne (0,6 ha), la sablière 2 du Pot à l'Eau (1,6 ha) et la sablière 3 du Pot à l'Eau (9,7 ha),.

### Climat
Pour des articles plus généraux, voir Climat de la Normandie et Climat de l'Eure.
En 2010, le climat de la commune est de type climat océanique dégradé des plaines du Centre et du Nord, selon une étude du CNRS s'appuyant sur une série de données couvrant la période 1971-2000. En 2020, Météo-France publie une typologie des climats de la France métropolitaine dans laquelle la commune est exposée à un climat océanique et est dans une zone de transition entre les régions climatiques « Sud-ouest du bassin Parisien » et « Côtes de la Manche orientale ». Parallèlement le GIEC normand, un groupe régional d’experts sur le climat, différencie quant à lui, dans une étude de 2020, trois grands types de climats pour la région Normandie, nuancés à une échelle plus fine par les facteurs géographiques locaux. La commune est, selon ce zonage, exposée à un « climat des plateaux abrités », correspondant aux plaines agricoles de l’Eure, avec une pluviométrie beaucoup plus faible que dans la plaine de Caen en raison du double effet d’abri provoqué par les collines du Bocage normand et par celles qui s’étendent sur un axe du Pays d'Auge au Perche.
Pour la période 1971-2000, la température annuelle moyenne est de 11,2 °C, avec une amplitude thermique annuelle de 14,7 °C. Le cumul annuel moyen de précipitations est de 683 mm, avec 11,1 jours de précipitations en janvier et 7,5 jours en juillet. Pour la période 1991-2020, la température moyenne annuelle observée sur la station météorologique la plus proche, située sur la commune de Muids à 8 km à vol d'oiseau, est de 12,0 °C et le cumul annuel moyen de précipitations est de 609,1 mm,. Pour l'avenir, les paramètres climatiques de la commune estimés pour 2050 selon différents scénarios d’émission de gaz à effet de serre sont consultables sur un site dédié publié par Météo-France en novembre 2022.

## Urbanisme

### Typologie
Au 1er janvier 2024, Gaillon est catégorisée centre urbain intermédiaire, selon la nouvelle grille communale de densité à sept niveaux définie par l'Insee en 2022.
Elle appartient à l'unité urbaine de Gaillon, une agglomération intra-départementale regroupant cinq  communes, dont elle est ville-centre,,. Par ailleurs la commune fait partie de l'aire d'attraction de Gaillon, dont elle est la commune-centre,. Cette aire, qui regroupe 1 communes, est catégorisée dans les aires de moins de 50 000 habitants,.

### Occupation des sols
L'occupation des sols de la commune, telle qu'elle ressort de la base de données européenne d’occupation biophysique des sols Corine Land Cover (CLC), est marquée par l'importance des territoires artificialisés (40,8 % en 2018), en augmentation par rapport à 1990 (30,7 %). La répartition détaillée en 2018 est la suivante :
zones urbanisées (23,4 %), zones agricoles hétérogènes (13,6 %), forêts (13,3 %), milieux à végétation arbustive et/ou herbacée (11 %), terres arables (10,4 %), zones industrielles ou commerciales et réseaux de communication (8 %), eaux continentales (6,7 %), mines, décharges et chantiers (6,5 %), prairies (4,2 %), espaces verts artificialisés, non agricoles (2,9 %). L'évolution de l’occupation des sols de la commune et de ses infrastructures peut être observée sur les différentes représentations cartographiques du territoire : la carte de Cassini (XVIIIe siècle), la carte d'état-major (1820-1866) et les cartes ou photos aériennes de l'IGN pour la période actuelle (1950 à aujourd'hui).

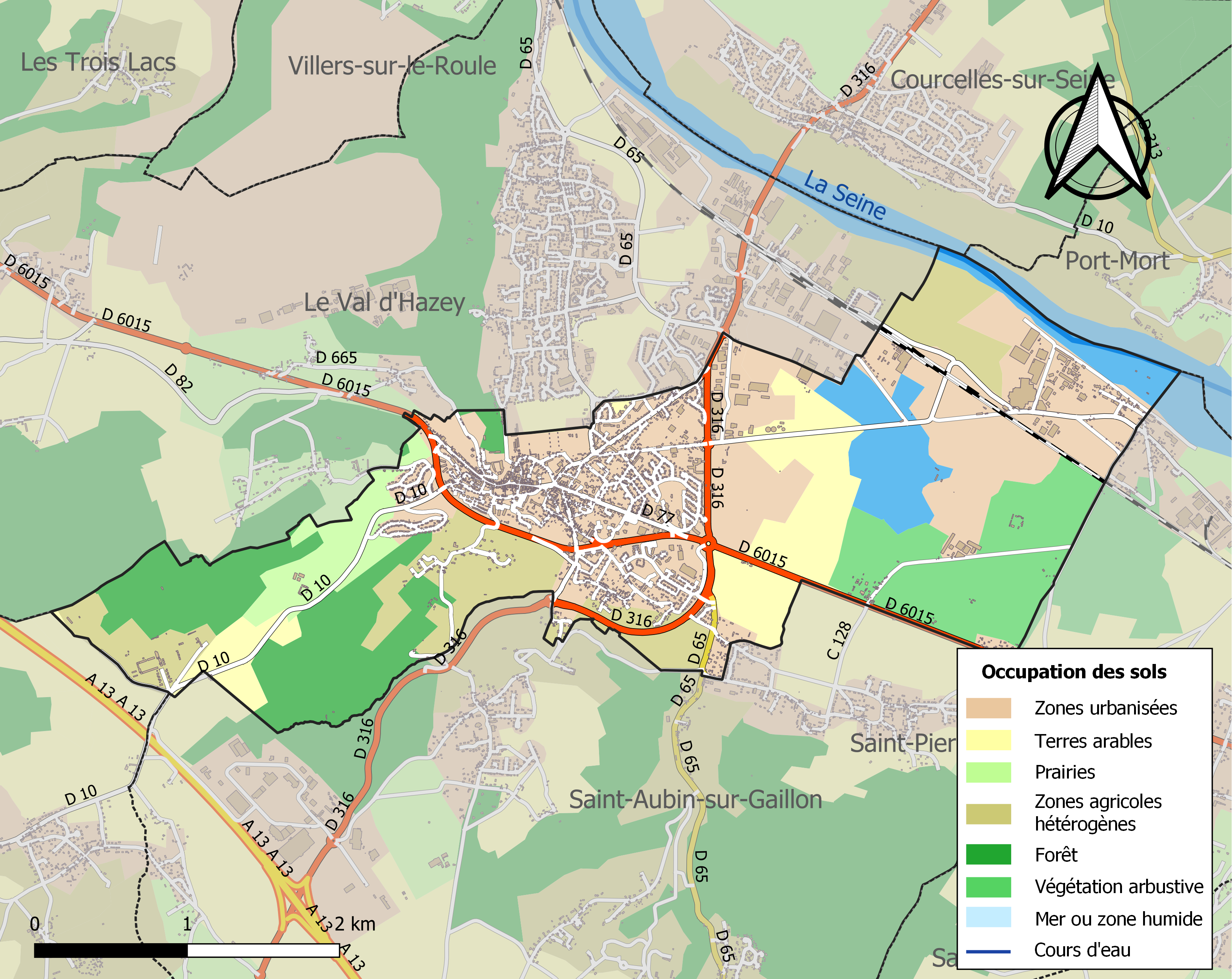
Carte des infrastructures et de l'occupation des sols de la commune en 2018 (CLC).
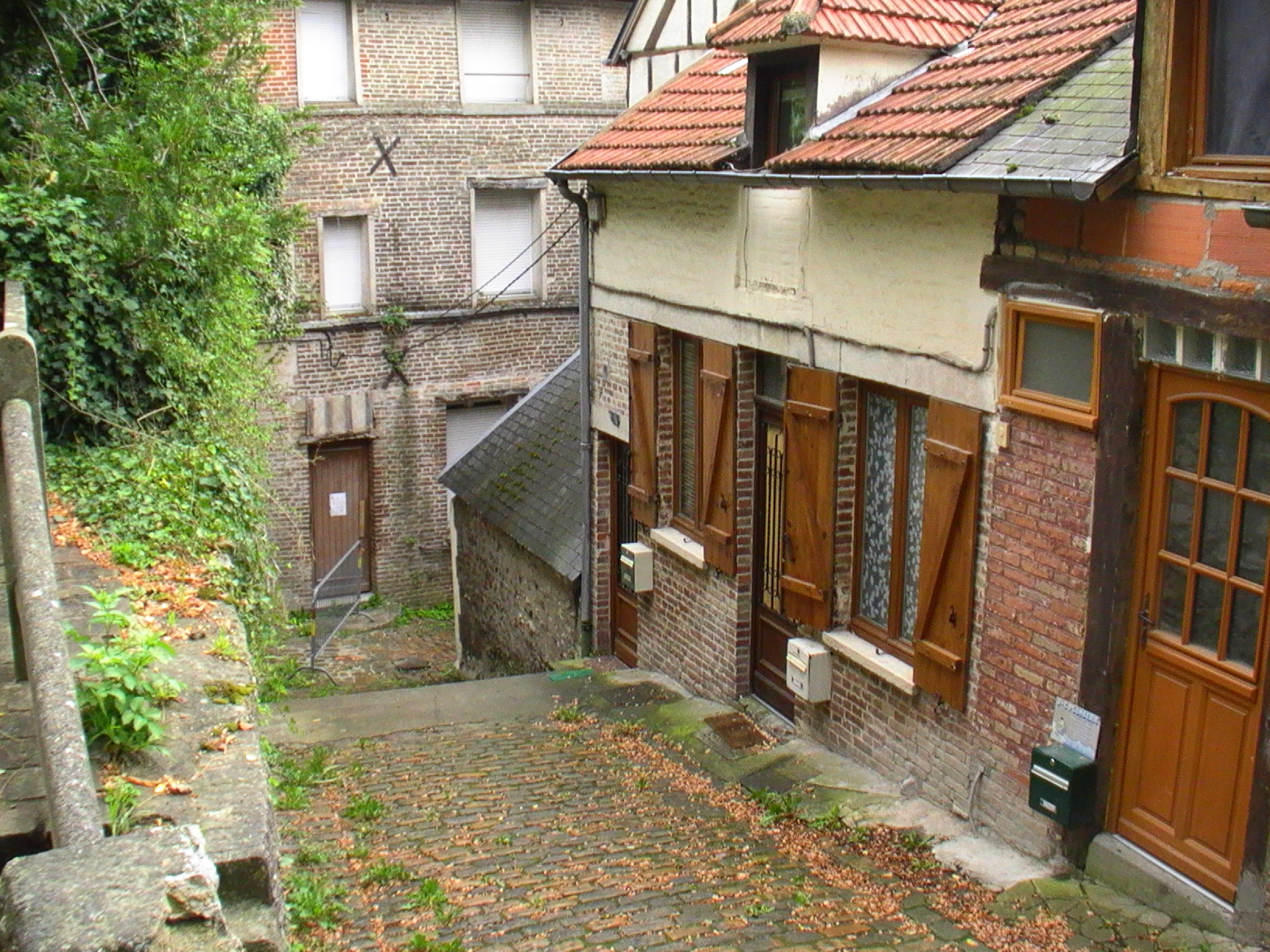
Sente de la reine Margot.

## Toponymie

### Gaillon
Le nom de la localité est attesté sous les formes Gaillo (Guill. le Breton, Philippidos lib. V), Gallyo, Guaillon, Gaillonium, Gaillum, Gwailium (Deville, Comptes de Gaillon) ; Guaillum ; Fortalitia Gaillonis (Rigord, Rec. des Hist. de France), Castrum Gaallonii (traité entre Philippe Auguste et Richard Cœur de Lion) et Gaallonii en 1195 ; Gaillonem en 1196 ; Guaillum 1198 (Roger de Hoveden) ; S. Antonius de Gallon en 1208 (archives de l’Eure) ; Wallio au XIIe siècle (charte d’Eustache d’Habloville) ; Gaillum en 1215 (cartulaire de Fécamp) ; Gallio en 1216 (charte de Philippe Auguste) ; Gallyo en 1232 (charte de St Louis) ; Gaillun en 1235 (cartulaire de Saint-Taurin) ; Gallon en 1262 (échange de St Louis avec l’arch. de Rouen) ; Wallanium, Waillonium en 1409 (charte de la Noë) ; Gailhon en 1508 (inventaire des meubles de Georges d’Amboise) ; Gayllon en 1622 (lettres de l’archevêque François de Harlay) ; Gaillon-l’Archevêque en 1817 (Le Couturier, Dictionnaire des communes).
Albert Dauzat et Charles Rostaing considèrent qu'il s'agit du nom de personne germanique *Wadal. Ernst Förstemann cite l'anthroponyme Wadilus, suivi du suffixe -o /-one de localisation. Ernest Nègre suggère l'emploi d'un autre nom de personne germanique Gailo pris absolument.
Cependant, la forme Wallio pour Gaillon et de Wallonio pour son homonyme Gaillon-sur-Montcient dans les Yvelines, ainsi que l'existence du hameau Gailloncel dérivé de Gaillon, désigné Waillonchel en 1231, implique le rejet de cette explication, en effet, elle ne peut pas rendre compte du W- initial. Le passage de [w] à [g] est un phénomène phonétique régulier en français (voir l'étymologie de gagner, garder, guetter, gué, etc.), elle n'a cependant pas affecté les dialectes d'oïl septentrionaux dans lesquels [w] est resté tel quel, avec cependant une évolution postérieure en [v] en normand septentrional. L'isoglosse [v] / [g(u)] passe légèrement au nord de Gaillon (parallèlement à la ligne Joret), ainsi les communes de l'Eure situées plus au nord ont-elles conservé le W- initial devenu V-, comme dans Verclives (Eure, Warcliva vers 1025) ou Vascœuil (Wascoilus 876, Guascolium XIIe siècle).
François de Beaurepaire indique en outre que le mode de composition avec le suffixe -o / -one de la proposition d'Albert Dauzat est tout à fait inusuel avec un nom de personne germanique.
Il suggère donc un rapprochement avec Wail (Pas-de-Calais, Wadhil 1066), Gaël (Ille-et-Vilaine, Wadel 816) que Maurits Gysseling considère comme issus de wadellu(m) « passage à gué ». Il est lui-même dérivé du vieux bas francique *wad que certains spécialistes considèrent aussi comme probable étymologie du terme gué.
Il serait dans ce cas suivi du suffixe -o / -one et signifierait « lieu du gué ». D'ailleurs, Gaillon est traversé par le ruisseau du Hazey en provenance de Sainte-Barbe-sur-Gaillon.
Toponyme signifiant « endroit guéable » (gué sur le ru du Canal).
Antérieurement à la Révolution française, on rencontre l'appellation de Gaillon-l'Archevêque, ce qui entraîne peu après 1789 le changement (provisoire) de nom en Montagne-sur-Gaillon.

### Microtoponymie
- Hydrographie : ruisseau de Grammont ; fontaine de la Colonie.
- Bois : bois de Grammont ; bois de Rouen ; bois Saint-Paul.
- Hameaux et écarts : Angreville (toponyme du type Angerville, mentionné sous la forme Ansgiervilla vers 1145[31], devenu Angreville par métathèse) ; les Artaignes ; l'Aunaie (ferme) ; le Clos Morice ; les Douaires (ferme) ; Gailloncel (forme normande Waillonchel en 1231) ; la Garenne ; les Granges Dîmes ; Mont Martin ; la Muette (ancienne forme de « meute ») ; Notre-Dame de la Garenne ; les Sables ; le Val d'Any (ferme).
- Autres toponymes : les Carreaux ; les Crayons ; Croix Gilles Philippe ; les Jardins de Bas (ancien parc du Château) ; le Pot à l'Eau ; ravin des Préaux (vallon) ; les Trente Acres (sablière).

## Histoire
L'histoire de la commune est fort liée à celle du château.

### Une ville gallo-romaine?

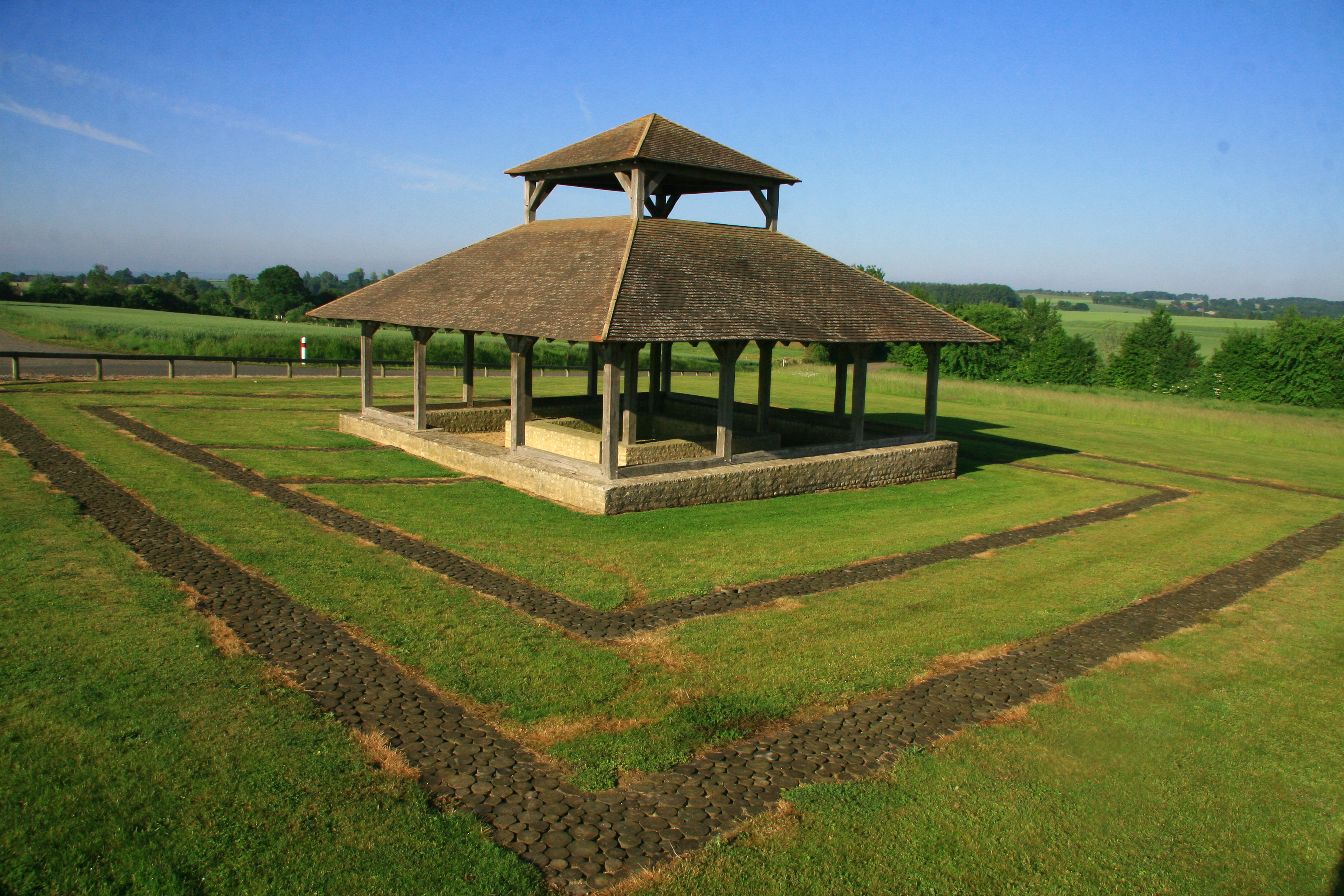
Temple gallo-romain (fanum) d'Oisseau-le-Petit (Sarthe), dont des vestiges semblables ont été mis au jour à Saint-Aubin-sur-Gaillon.

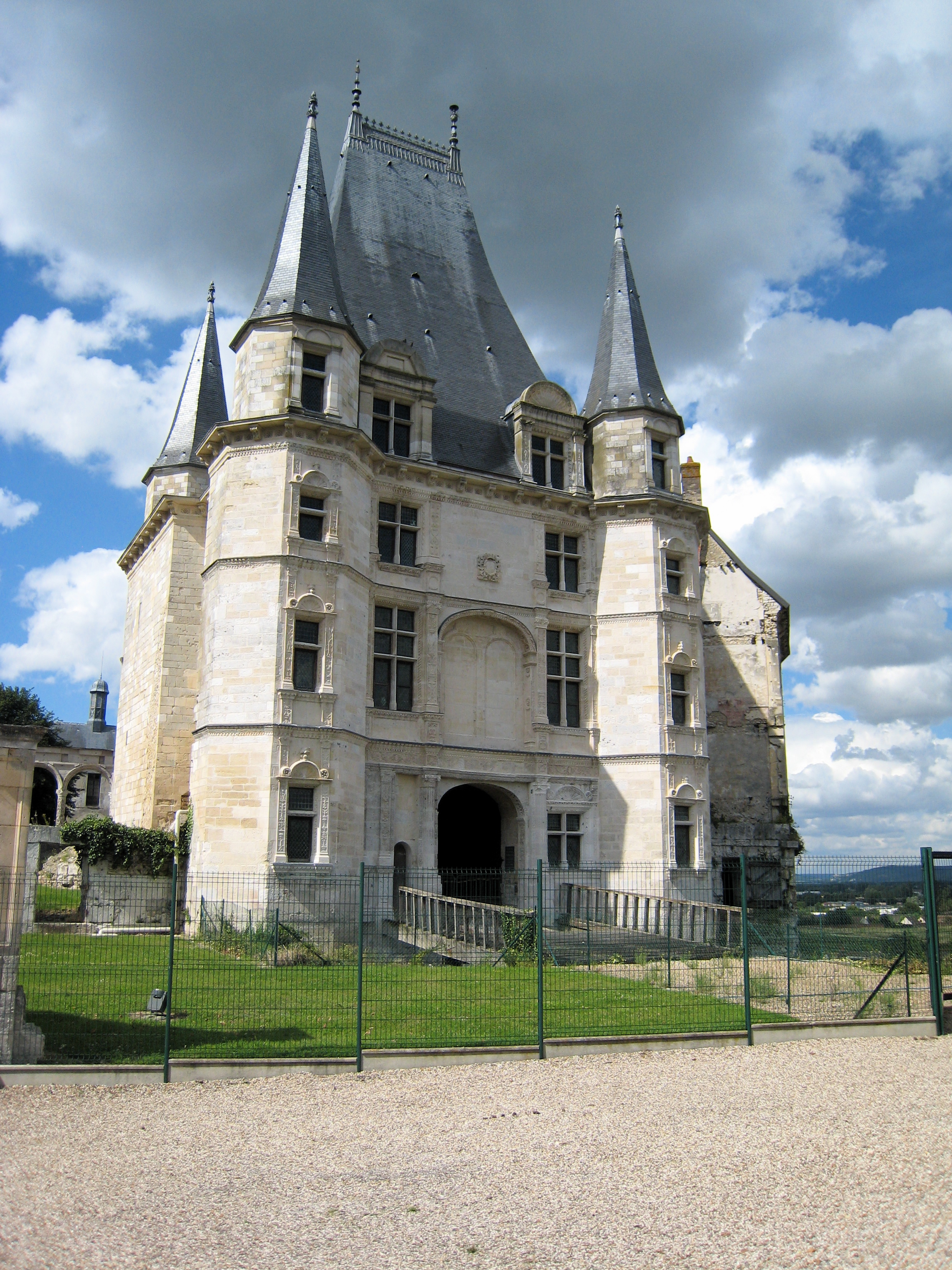
Château de Gaillon - entrée.

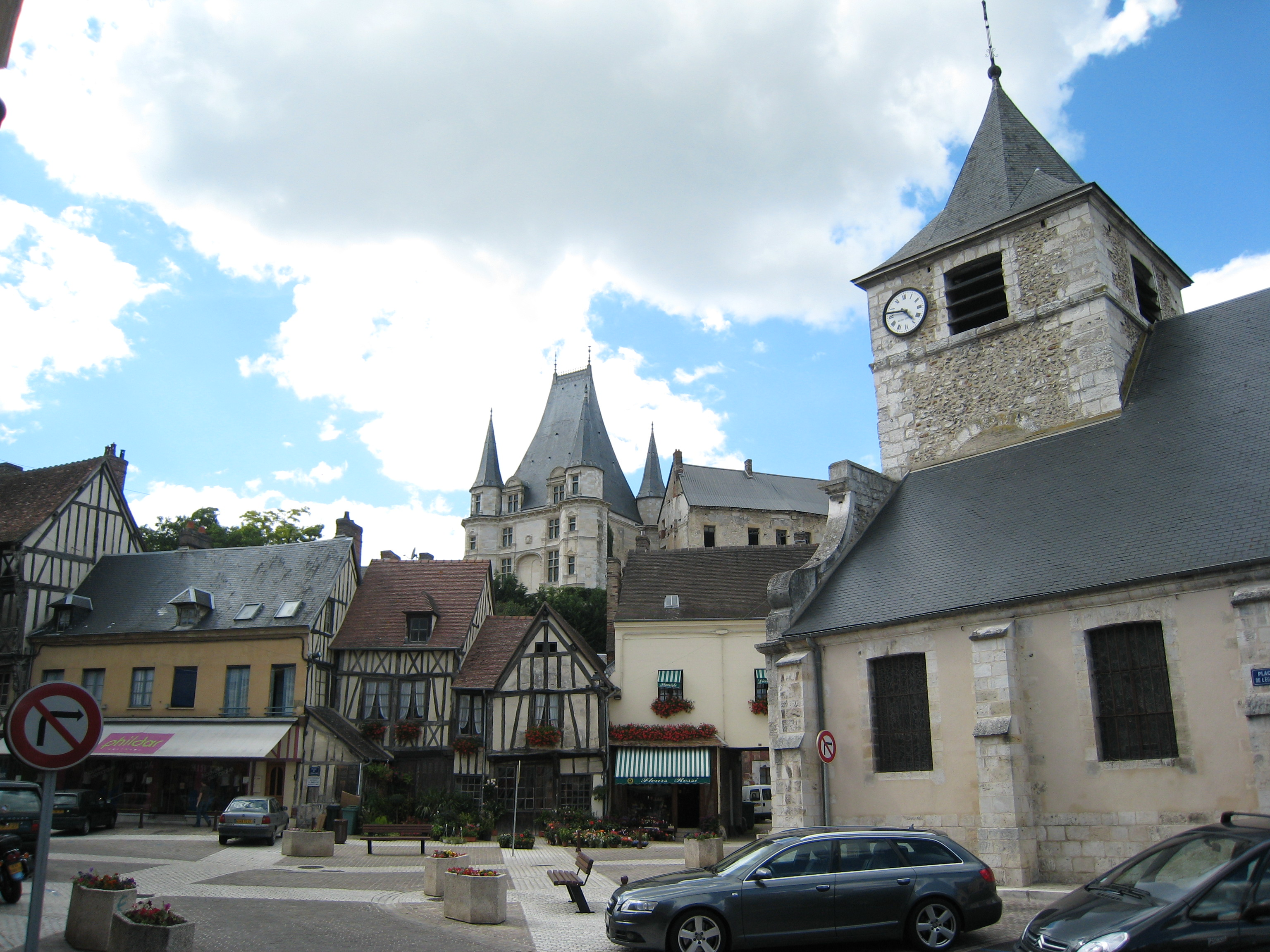
La place de l'église Saint-Ouen. En arrière-plan, le château.

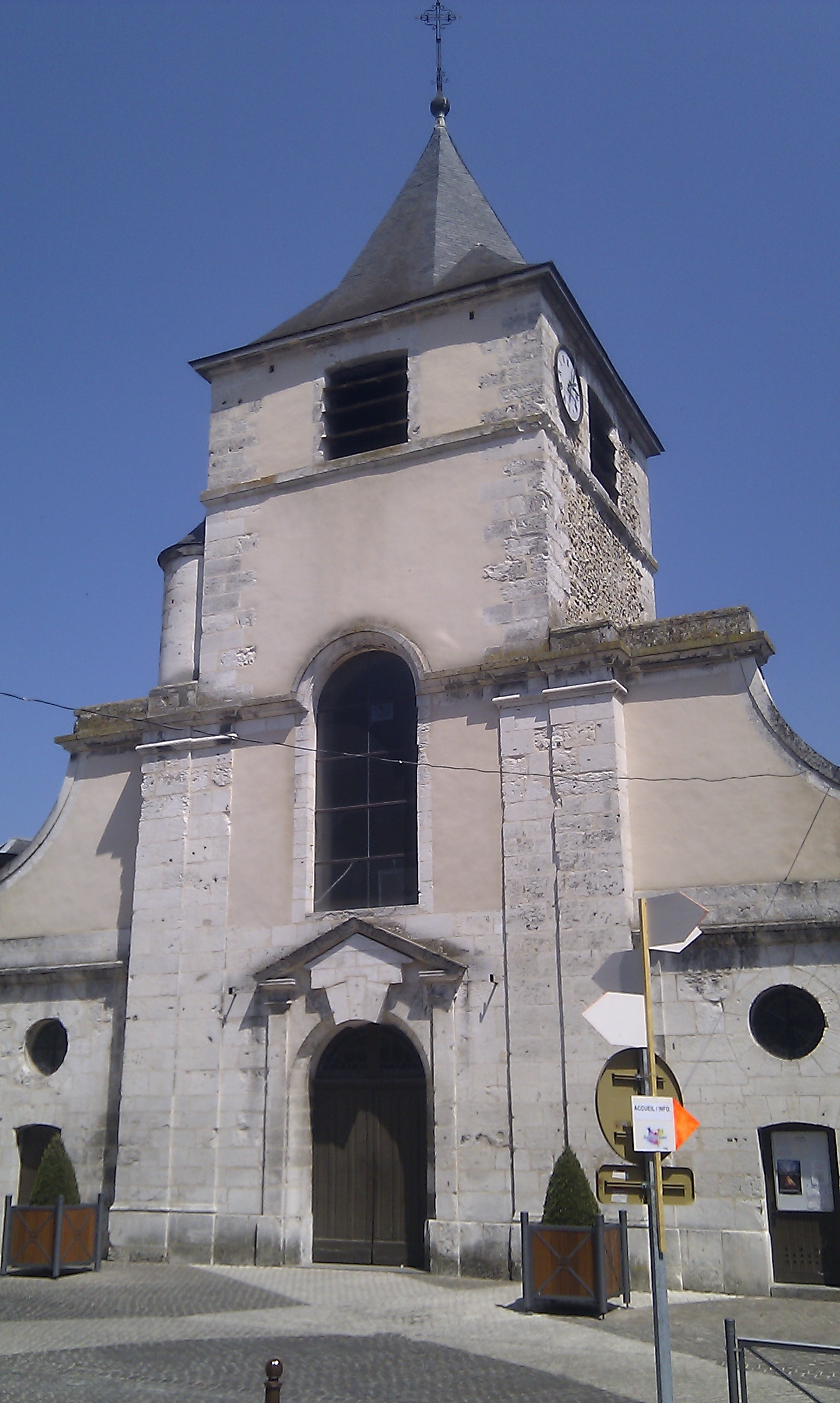
La tour-clocher en façade de l'église Saint-Ouen.

La Préhistoire laisse quelques traces dans la contrée. Puis c’est au cours de l’époque romaine que l'on peut apprécier un regroupement de populations dans la vallée et surtout sur les hauteurs : en effet, Saint-Aubin-sur-Gaillon est peut-être la ville gallo-romaine des origines.
Alphonse-Georges Poulain y a exhumé des bains publics et des petits temples gallo-romains,. D'ailleurs, avec l'avènement du christianisme, Saint-Aubin fut longtemps paroisse mère de Gaillon. Par contre, l'archéologie moderne n'a pas révélé de trace d'un oppidum celtique à l'endroit du château local. En outre, on ne trouve aucun vestige archéologique qui ait pu être documenté relatif à la présence d'un castrum du Bas-Empire romain sur les sites de Saint-Aubin ou du château de Gaillon.

### Époque médiévale
Un château ducal destiné à défendre la frontière de Normandie contre le roi de France est édifié vers le XIe siècle et il fait alors partie de tout un système de fortifications majoritairement construites le long de l'Epte côté normand (Malassis, Gasny, Baudemont, Écos, Château-sur-Epte, Gamaches, etc.), mais aussi entre Eure et Seine (rive gauche) parmi lesquelles Gaillon.
En 1192, au terme d'un accord conclu entre Philippe Auguste, le roi de France, et Jean sans Terre, le roi d'Angleterre et duc de Normandie, Gaillon passe sous la domination du roi de France, au même titre que le Vexin normand et quelques autres places fortes, dont Évreux. Jean sans Terre n'est qu'un roi suppléant pendant la captivité de son frère Richard Cœur de Lion mais, dès sa libération et son retour en terre normande en 1194, ce dernier récupère quelques-unes de ses possessions après avoir défait le Capétien à Fréteval, mais pas Gaillon ni Vernon, ni Gisors que Richard perd à la fin de l'année 1195 au terme du traité de Gaillon conclu avec Philippe. C'est pourquoi il consolide ses positions en faisant construire Château-Gaillard aux Andelys sur l'autre rive de la Seine. Ce n'est cependant qu'en 1204, après la chute de la place forte et la conquête de toute la Normandie qui s'ensuit, que Gaillon est définitivement rattachée au domaine royal français.
En 1194, Philippe Auguste confie la défense du château de Gaillon au chef mercenaire Lambert Cadoc et à ses troupes. Il lui en fait don en 1197 pour le remercier de ses faits de guerre. Lambert Cadoc est seigneur de Gaillon de 1197 à 1219. Il est à l'origine des armes de Gaillon.
En 1207 et 1208, Philippe Auguste rend visite à Lambert Cadoc dans la forteresse qui contient à cette époque de nombreuses machines de guerre : trois balistes à tourniquet, treize balistes à deux pieds, et huit balistes à étriers.
En 1219 ou 1220, Philippe Auguste reprend le château par la force et jette Lambert Cadoc en prison.
Un virage patrimonial va engendrer la célébrité de Gaillon avec Louis IX, roi de France, qui recueille l'héritage philippien du manoir féodal. Le roi ne s'intéressant guère à cette propriété, il cède à Eudes Rigaud, archevêque de Rouen, tours et murailles médiévales moyennant finances et en échange de viviers et des moulins de Rouen (1262).

### Époque moderne
Les archevêques se succèdent sur le siège épiscopal de Rouen. En 1453, l'un d’eux, Guillaume d'Estouteville entreprend la construction de ce qu'il devient convenable de nommer un château.
En 1494, son successeur, Georges d'Amboise, futur légat du pape et premier ministre de Louis XII, grand mécène des arts, féru d'Italie, est la chance de Gaillon. Charles II d'Amboise de Chaumont, son neveu, accueille souvent le prélat en sa qualité de vice-roi de Lombardie, et notamment à Gaglianico, où une fresque a pour décor le château normand.
Le cardinal d'Amboise entreprend, dès 1500 jusque vers 1509, la réalisation d’un palais qui devient le premier château de la Renaissance en France : vastes bâtiments accompagnés de galeries et de jardins, dont le Lydieu est alors la perle. Il dépense 50 000 livres pour la réalisation du château. Il reçoit en 1508 la visite du roi Louis XII et de son épouse Anne de Bretagne. Gaillon fonctionne comme une cour en miniature.
Les successeurs du cardinal d'Amboise s’efforcent de maintenir le château dans le meilleur état possible, y apportant même des embellissements.
En 1563, le cardinal de Bourbon fonde la chartreuse Notre-Dame-de-Bonne-Espérance dans la plaine d'Aubevoye, en complément logique de son palais.
Pendant ces temps, les visiteurs célèbres se succèdent à Gaillon : Charles IX et sa mère Catherine de Médicis, Henri III, le fils de cette dernière, Margot, prétendante d'Henri IV, Henri IV, plus tard Louis XIV, Pierre Séguier, François de Harlay (1643-1644), mécène des lettres, auteur du Mercure de Gaillon, y sont reçus, accompagnés de la fine fleur des gentilshommes du moment.
Quant à l'archevêque fils du ministre Colbert, Jacques Nicolas, il fait adjoindre aux lieux une orangerie par les soins qualifiés de Jules Hardouin-Mansart et remodeler les jardins par Le Nôtre, tandis que le dernier résidant (contemporain de la Révolution), le cardinal de La Rochefoucauld, y reçoit, le 14 juillet 1785, Benjamin Franklin en chemin vers Le Havre d'où il doit s'embarquer pour définitivement s'en retourner, malade et âgé, vers son pays et, le 28 juin 1786, le roi Louis XVI, de retour de Cherbourg.

### Époque contemporaine

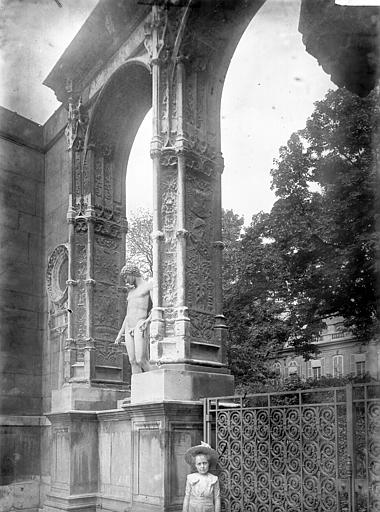
La porte de Gênes.

À la Révolution, le château, bien de l'Église, devient bien national. Il est mis en vente en 1792. Son nouveau propriétaire le dépèce et met en vente les éléments sculptés. À la suite d'une mission ordonnée par le ministre de l'Intérieur Jean-Antoine Chaptal entre les 11 août et 11 septembre 1801, Alexandre Lenoir, conservateur du musée des Petits Augustins de Paris, fait remonter les éléments de la Porte de Gênes dans la cour des Beaux-Arts et place le reste à l'abri. Le château vidé devient sous Napoléon Ier un pénitencier, tandis que le 11 décembre 1840, on rend hommage aux cendres de l’Empereur glissant par la Seine vers Paris.
Le XIXe siècle voit la région bouleversée par des affaires retentissantes secouant la bourgeoisie locale : affaire Tournebut, relative à la chouannerie normande (1809), ou le drame du château de Jeufosse (1856-1857) qui a défrayé la presse régionale dans ses chroniques judiciaires.
On accueille Louis-Philippe en voisin de Bizy à partir de 1830 ; bientôt, de décembre 1870 à mars 1871, Gaillon subit la botte prussienne.

### Seconde Guerre mondiale
La ville est occupée le 10 juin 1940 à 16 h par des éléments de la 58. Infanterie-Division qui faisait partie de la 6e division d'infanterie et du XXXVIII. Armeekorps, commandé par le Generalfeldmarschall Erich von Manstein. Les Allemands ont traversé la Seine à la nage et en canots pneumatiques en dépit du pétardage du pont de Courcelles-sur-Seine. Gaillon est ainsi la première ville occupée par les Allemands sur la rive gauche de la Seine,,, au même titre qu'Aubevoye ou Villers-sur-le-Roule.
Le château délaissé voit l'installation d'un camp pour les internés politiques et de droit commun, et camp de transit pour les juifs raflés.
Envoyé dans ce camp en octobre 1941, Pierre Villon parvient à s'en évader le 17 janvier 1942.
Au début 1942, Pierre Semard est transféré au camp d'internement de Gaillon puis à Évreux où, comme otage des autorités allemandes, il est fusillé le 7 mars.

### Résumé de l’histoire de la ville en quelques dates
- 892 : Rollon, chef viking, ravage Gaillon et sa région.
- 1192 : Philippe Auguste, dans sa lutte contre Richard Cœur de Lion pour conquérir la Normandie, s’empare du château fort de Gaillon.
- 1262 : le château fait l’objet d’un échange entre Louis IX et Eudes Rigaud, archevêque de Rouen.
- 1419 : la ville est assiégée par le duc de Clarence, reprise par les Français et de nouveau vaincue.
- 1424 : le duc de Bedford (vainqueur de la bataille de Verneuil) ordonne la démolition de toutes les fortifications, épargnant uniquement l’habitation de l’archevêque.
- 1497-1509 : Georges d'Amboise, archevêque de Rouen et ministre de Louis XII, construit un château Renaissance qui compte au nombre « des plus excellents bâtiments de France », selon la collection de dessins postérieurs dressés par du Cerceau.
- 1566 : en septembre, Nicolas Filleul donne en représentation des pièces qui seront plus tard éditées sous le titre Théâtres de Gaillon, en présence, notamment, de Catherine de Médicis.

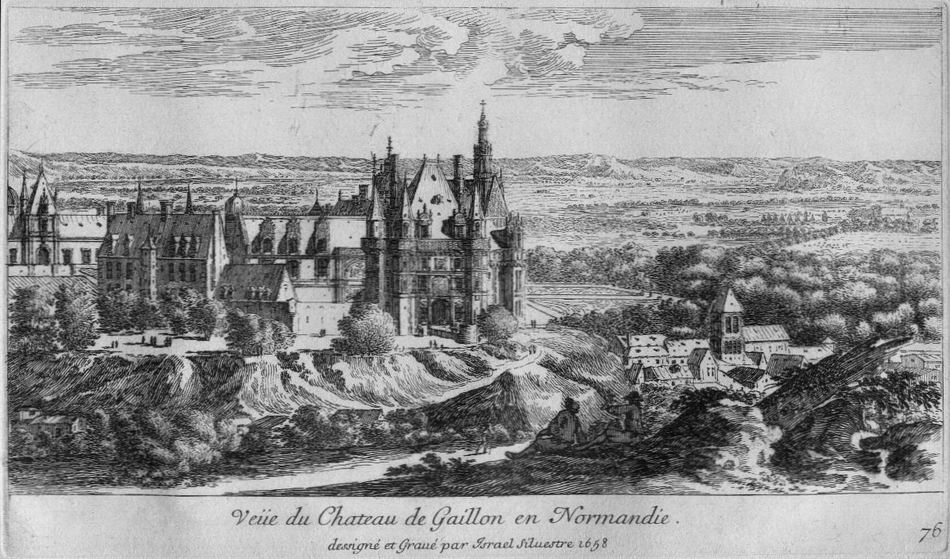
Gravure du château de 1658 par Israel Silvestre.

- Gravure du château de 1658 par Israel Silvestre. 1658 : Israel Silvestre a terminé la représentation du château.
- 1730 : la nouvelle grande route de Paris à Rouen traverse la ville.
- 1772 : la collégiale Saint-Antoine est abattue. Déjà en 1715, Jean-Aimar Piganiol de La Force écrivait qu'elle est mal construite[48] : l'église Saint-Ouen est bâtie en ses lieu et place.
- 1792 : un projet de fuite du roi à Gaillon par Adrien Duport et ses amis échoue avec la Journée du 10 août 1792[49].
- 1797 : le château est vendu comme bien national.
- 1812 : le château est transformé en établissement pénitentiaire relevant du régime de la maison centrale. L'établissement compte environ 1 500 détenus et fonctionne jusqu'en 1901.
- 1843 : mise en service de la gare locale de la ligne de chemin de fer Paris-Rouen.
- 1846 : travaux autour du pont de Courcelles-sur-Seine, de la ravine du Hazey et du Val d'Any.
- 1866 : la colonie des Douaires abrite un établissement agricole de redressement des jeunes délinquants mineurs.
- 1889 : mise en service de l'écluse Notre-Dame-de-la-Garenne.
- 1895 : le directeur (mars 1894 - mars 1896) de la maison centrale Jean Étienne Beaunier[50] fait publier une notice sur son établissement[51].
- 1899 : la première course de côte de Gaillon (pour automobiles et motocycles) a lieu sur la route qui monte à Sainte-Barbe.
- 1940-1944 : installation d'un camp d'internement français pour les internés politiques et de droit commun, et de transit pour les juifs raflés.
- 4 avril 1954 : La Crucifixion, vitrail neuf de François Décorchemont, remplace le vitrail antérieur de la tour de l'église Saint-Ouen, verrière abîmée par le souffle d'une bombe en 1944.
- 7 novembre 1954 : visite de Pierre Mendès France, président du Conseil.
- 9 juillet 1958 : visite du général de Gaulle, de retour au pouvoir, mais pas encore élu président de la République. Inauguration de l'exposition « Les Jardins du château ».
- 1975 : l'État est propriétaire du château.
- 1976 : mise en service d'un centre d'incendie et de secours
- 1980 : José Edulio Barrientos (9 juin 1943 - 2012), qui enseigne la sculpture à Vernon, dévoile un buste à la mémoire de Salvador Allende.
- 18 octobre 1988 : inauguration d'une statue de Pierre Mendès France, œuvre du même sculpteur chilien, par François Mitterrand, président de la République[52].
- 5 janvier 2013 : en visite dans l'Eure (Louviers et Val-de-Reuil), François Hollande, président de la République, se recueille devant la statue de Pierre Mendès France.
- 12 novembre 2015 : La Crucifixion voit sa restauration achevée et retrouve sa place initiale à l'église[53].

## Politique et administration

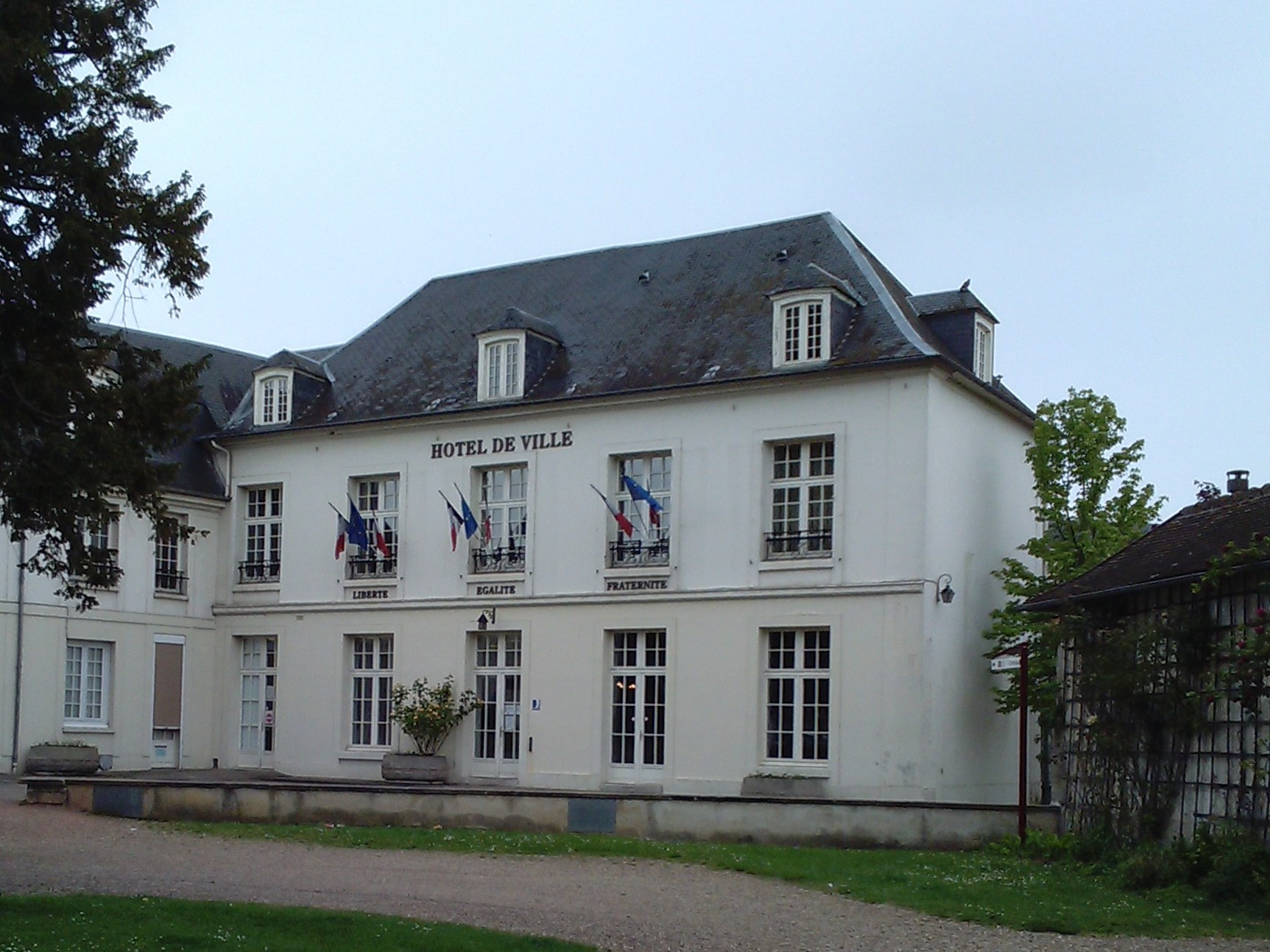
Hôtel de ville de Gaillon.

### Liste des maires
| Période                                  | Période        | Identité                                 | Étiquette   | Qualité                                                               |
| ---------------------------------------- | -------------- | ---------------------------------------- | ----------- | --------------------------------------------------------------------- |
| Les données manquantes sont à compléter. |                |                                          |             |                                                                       |
| 1789                                     |                | Pierre Bisson de La Roque                |             | seigneur des Rotoirs                                                  |
| 16 décembre 1792                         |                | Jean Baptiste Clément                    |             | élu agent municipal le 16 décembre 1792                               |
| 1795                                     |                | Jacques Dumont                           |             | agent municipal en 1795                                               |
| 1799                                     |                | Philippe Athanase Heudebert              |             | agent municipal en 1799, instituteur                                  |
| ca 07/1799                               | 1809           | Antoine Félix Baroche                    |             | maire sous le consulat, notaire                                       |
| 1809                                     | 1815           | Jean Félix Auguste Le Prévost            |             | Receveur des aides à Gaillon                                          |
| 1815                                     | juin 1829      | Jean François Delamotte                  |             | Greffier puis notaire                                                 |
| juillet 1829                             | 1833 -         | Magloire François Michel Alcis Delamotte |             | notaire et avocat                                                     |
| 1834                                     | 1851           | Jean Jacques Christophe Carville         |             | médecin                                                               |
| 1856                                     | 13/12/1862     | François Prosper Anquetin                |             | notaire                                                               |
| 16/12/1862                               | 10/02/1871 (†) | Félix Marie Leblanc                      |             | directeur de la maison centrale                                       |
| 11/02/1871                               | 06/1871        | Pierre Eugène Lefebvre                   |             | interim                                                               |
| 20/06/1871                               | 04/02/1874     | Pierre Eugène Lefebvre                   |             |                                                                       |
| 02/1874                                  | 04/1874        | Jacques Riberpray                        |             | interim                                                               |
| 17/04/1874                               | 17/02/1878     | Armand Augustin Huet                     |             | ancien notaire, conseiller général                                    |
| 04/03/1878                               | 19/06/1879     | Adolphe Théophile Léopold Percepied      |             | nommé par décret - notaire                                            |
| 06/1879                                  | 08/1879        | Étienne Parfait Bourdon                  |             | intérim                                                               |
| 09/08/1879                               | 07/02/1881     | Étienne Parfait Bourdon                  |             |                                                                       |
| 24/03/1881                               | 17/02/1882     | Henri Alexandre Cartier                  |             |                                                                       |
| 02/1882                                  | 11/1882        | Louis Ferdinand Renard                   |             | intérim                                                               |
| 30/11/1882                               | 06/09/1883     | François Anselme Berthon                 |             |                                                                       |
| 09/1883                                  | 05/1884        | Louis Ferdinand Renard                   |             | intérim (°28/08/1824-†30/12/1912)                                     |
| 22/05/1884                               | 31/05/1900 (†) | Jacques Riberpray                        | Républicain |                                                                       |
| 05/1900                                  | 29/03/1912     | Léon Monnier                             | Républicain |                                                                       |
| 22/05/1912                               | ...            | Jean-Charles Pareau                      |             |                                                                       |
| 1914                                     | après 1923     | Camille Rouen                            |             | mobilisé                                                              |
| Les données manquantes sont à compléter. |                |                                          |             |                                                                       |
| ca 1934                                  |                | Paul Michel                              |             |                                                                       |
| Les données manquantes sont à compléter. |                |                                          |             |                                                                       |
| 1945                                     | 1947           | Georges Gondre                           | RPF         | nommé à la Libération                                                 |
| 1947                                     | 1953           | Constant Valentin René Jeffriau          | RPF         |                                                                       |
| mai 1953                                 |                | Fernand Blangille                        |             |                                                                       |
| mars 1959                                |                |                                          |             |                                                                       |
| mars 1965                                |                | Adrienne Gondre-Caron                    | RPF         |                                                                       |
| mars 1971                                | mars 2001      | Maurice Maire                            | PSU puis PS | Médecin généraliste Conseiller général (1967 → 1973 puis 1979 → 1992) |
| mars 2001                                | mars 2008      | Serge Champey                            | UMP         |                                                                       |
| mars 2008                                | juillet 2020   | Bernard Le Dilavrec                      | PS          | Retraité de l'enseignement                                            |
| mars 2020                                | En cours       | Odile Hantz                              | SE          |                                                                       |

Gaillon est chef-lieu du canton de Gaillon, suivant la réforme territoriale de 2015.

### Jumelages
- Sarstedt (Allemagne).

## Population et société

### Démographie

#### Évolution démographique
L'évolution du nombre d'habitants est connue à travers les recensements de la population effectués dans la commune depuis 1793. Pour les communes de moins de 10 000 habitants, une enquête de recensement portant sur toute la population est réalisée tous les cinq ans, les populations de référence des années intermédiaires étant quant à elles estimées par interpolation ou extrapolation. Pour la commune, le premier recensement exhaustif entrant dans le cadre du nouveau dispositif a été réalisé en 2004.

En 2022, la commune comptait 6 785 habitants, en évolution de −2,75 % par rapport à 2016 (Eure : −0,25 %, France hors Mayotte : +2,11 %).
| 1793  | 1800 | 1806  | 1821  | 1831  | 1836  | 1841  | 1846  | 1851  |
| ----- | ---- | ----- | ----- | ----- | ----- | ----- | ----- | ----- |
| 1 054 | 925  | 1 050 | 1 022 | 1 143 | 1 143 | 2 596 | 2 856 | 3 206 |

| 1856  | 1861  | 1866  | 1872  | 1876  | 1881  | 1886  | 1891  | 1896  |
| ----- | ----- | ----- | ----- | ----- | ----- | ----- | ----- | ----- |
| 3 578 | 3 340 | 3 219 | 3 335 | 3 474 | 3 488 | 3 198 | 3 206 | 3 016 |

| 1901  | 1906  | 1911  | 1921  | 1926  | 1931  | 1936  | 1946  | 1954  |
| ----- | ----- | ----- | ----- | ----- | ----- | ----- | ----- | ----- |
| 2 769 | 2 479 | 2 612 | 2 622 | 1 836 | 2 023 | 1 968 | 2 393 | 2 562 |

| 1962  | 1968  | 1975  | 1982  | 1990  | 1999  | 2004  | 2006  | 2009  |
| ----- | ----- | ----- | ----- | ----- | ----- | ----- | ----- | ----- |
| 3 152 | 3 604 | 4 318 | 5 845 | 6 303 | 6 861 | 6 813 | 6 724 | 7 224 |

| 2014  | 2019  | 2022  | - | - | - | - | - | - |
| ----- | ----- | ----- | - | - | - | - | - | - |
| 7 059 | 6 860 | 6 785 | - | - | - | - | - | - |

#### Pyramide des âges
La population de la commune est relativement jeune.
En 2018, le taux de personnes d'un âge inférieur à 30 ans s'élève à 40,2 %, soit au-dessus de la moyenne départementale (35,2 %). À l'inverse, le taux de personnes d'âge supérieur à 60 ans est de 23,2 % la même année, alors qu'il est de 25,5 % au niveau départemental.
En 2018, la commune comptait 3 393 hommes pour 3 499 femmes, soit un taux de 50,77 % de femmes, légèrement inférieur au taux départemental (51,26 %).
Les pyramides des âges de la commune et du département s'établissent comme suit.
| Hommes | Classe d’âge | Femmes |
| ------ | ------------ | ------ |
| 0,2    | 90 ou +      | 0,9    |
| 5,2    | 75-89 ans    | 7,7    |
| 14,9   | 60-74 ans    | 17,3   |
| 17,1   | 45-59 ans    | 17,4   |
| 19,8   | 30-44 ans    | 18,8   |
| 22,5   | 15-29 ans    | 18,1   |
| 20,1   | 0-14 ans     | 19,8   |

| Hommes | Classe d’âge | Femmes |
| ------ | ------------ | ------ |
| 0,6    | 90 ou +      | 1,6    |
| 6,4    | 75-89 ans    | 8,8    |
| 17,3   | 60-74 ans    | 18,1   |
| 20,7   | 45-59 ans    | 20     |
| 18,8   | 30-44 ans    | 18,6   |
| 16,3   | 15-29 ans    | 14,5   |
| 20     | 0-14 ans     | 18,3   |

### Sécurité
La commune dans son ensemble est classée depuis 2013 en zone de sécurité prioritaire (2e vague), avec renforcement des effectifs de la police nationale. En effet, la commune « souffre plus
que d’autres d’une insécurité quotidienne et d’une délinquance enracinée » et « connaît depuis quelques années une dégradation importante de ses conditions de sécurité », ce qui a été identifié comme tel par le Ministère de l'Intérieur du Gouvernement Jean-Marc Ayrault, permettant ainsi à ce territoire de bénéficier de policiers supplémentaires.

### Enseignement
Gaillon est située dans l’académie de Normandie.

#### Établissements scolaires
Lycée public André-Malraux (1990)
Collèges :
- Georges-d'Amboise (1967)
- Simone-Signoret (commune : Le Val d'Hazey)

Écoles :
- groupe scolaire Paul-Doumer (Jules Duboc, architecte - 1937)
- école des Tourterelles (maternelle) (1960)
- école Louise-Michel
- école de l'Orienne.

### Manifestations culturelles et festivités
- Gaillon organise un festival de peinture, le Festival Aquarell'Eure[66], qui se déroule la première semaine de juin.

Les objectifs de l'ADAGGE (Association pour la Diffusion des Arts Graphiques à Gaillon et ses Environs), organisatrice du festival, sont multiples. D’une part, pour les artistes :
- promouvoir l’aquarelle, faire mieux connaître ce médium ;
- disposer d’un événement important dans la moitié Nord de la France. Les grandes manifestations nationales liées à l’aquarelle sont exclusivement organisées dans la moitié Sud ;
- permettre les rencontres entre artistes internationaux et aquarellistes amateurs régionaux ;

Et d’autre part, pour le public :
- permettre au public normand, parisien, touriste national ou étranger d'avoir des expositions de haut niveau ;
- créer un événement phare afin de faire mieux connaître la ville et la région ;
- participer au développement de l’activité touristique.

### Équipements culturels et de loisirs
- Conservatoire de musique (compétence de la communauté d'agglomération) installé juste à côté du château ;
- École d'arts plastiques (créée en 1976), qui évolue dans un bâtiment neuf inauguré en décembre 2017 ;
- Golf de Gaillon ;
- Aquaval, complexe intercommunal aquatique construit au début des années 2000 ;
- Grand Forum, complexe intercommunal de 4 salles de cinéma construit en 2004-2005.

## Économie
L'imprimerie-papeterie Jules Sery (par suite sa veuve) laisse sa trace au travers d'une collection de cartes postales locales mais et aussi d'ouvrages d'instruction.
- Centre d'expédition des Belles Lettres.
- Mottaz industrie
- Le site internet de la CCEMS comporte un panorama complet des activités économiques hébergées sur son territoire et dont bénéficie ou auxquelles contribue la commune de Gaillon.

## Culture locale et patrimoine

### Lieux et monuments

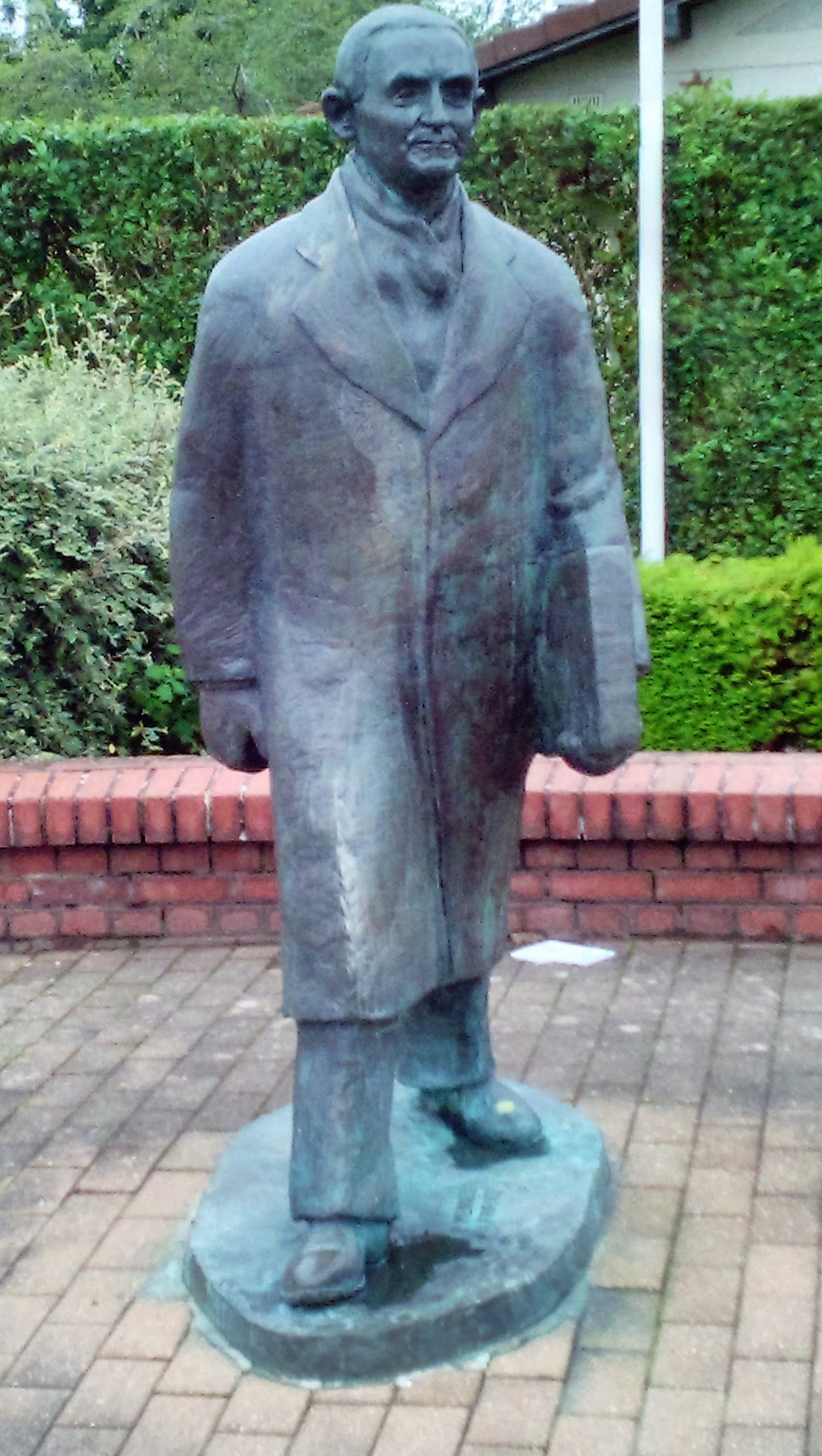
Statue de Pierre Mendès France, par le Chilien José Edulio Barrientos, 1988

- Château de Gaillon, sur des bases du Xe siècle, remanié plusieurs fois jusqu'en 1707  Inscrit MH (1996),  Classé MH (1862),  Classé MH (1965) et  Classé MH (2024)[68].
- Maison à colombages du XVIe siècle, place de l'Église, avec décors sculptés sur bois en façade,  Classée MH (1943)[69].
- Église Saint-Ouen des XIIIe et XVIIIe siècles, recensée à l'inventaire général du patrimoine culturel[70]. On peut y regarder La Crucifixion[71], vitrail en pâte de verre commandé à François Décorchemont, daté de 1954, et remonté après restauration fin 2015 par les ateliers Vincent Jaillette de Bayeux.
- Monument aux morts dû à Alfred Finot et Robert Raymond (1923)

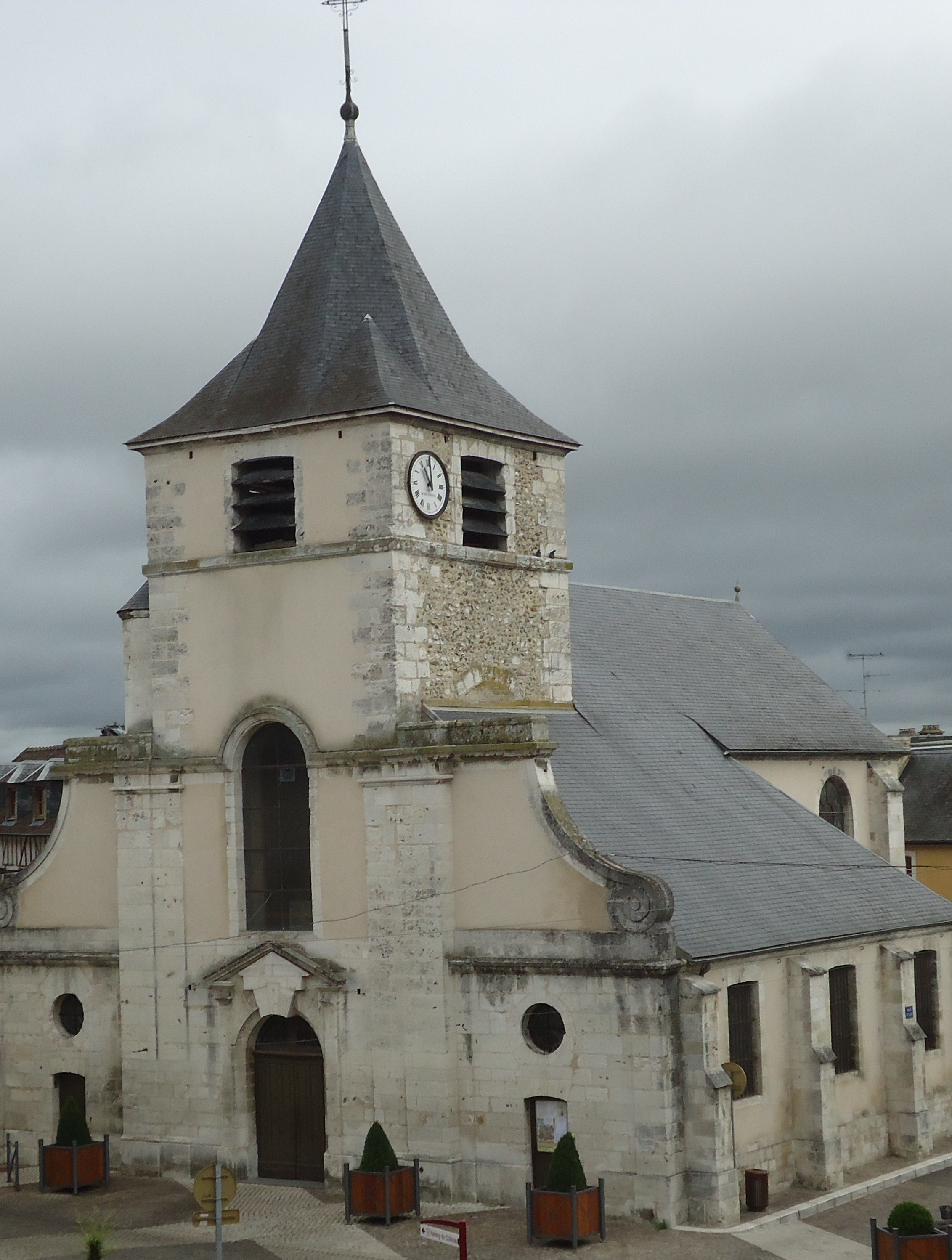
L'église Saint-Ouen.
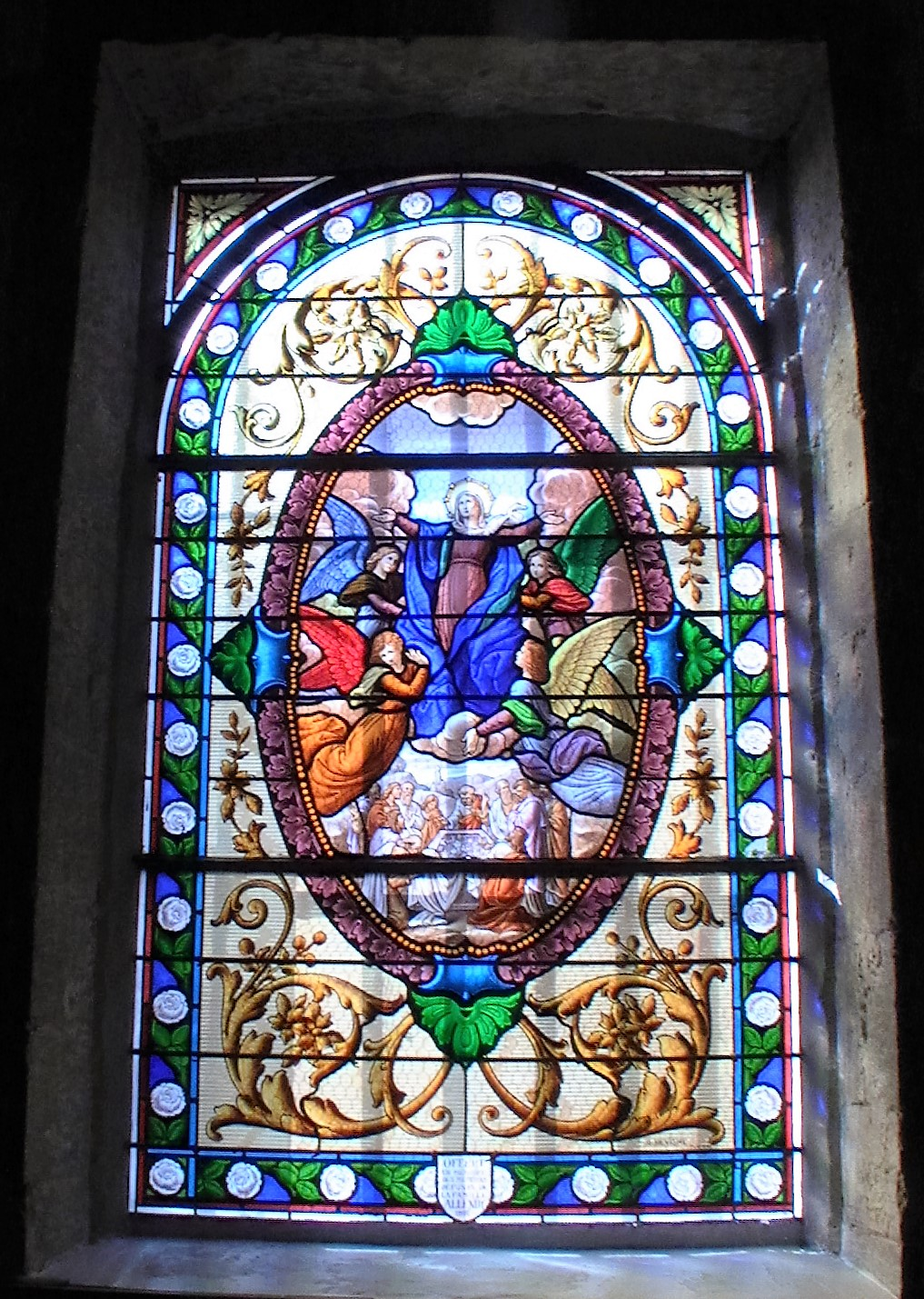
Vitrail Jean-Baptiste Devisme
- 1922 -
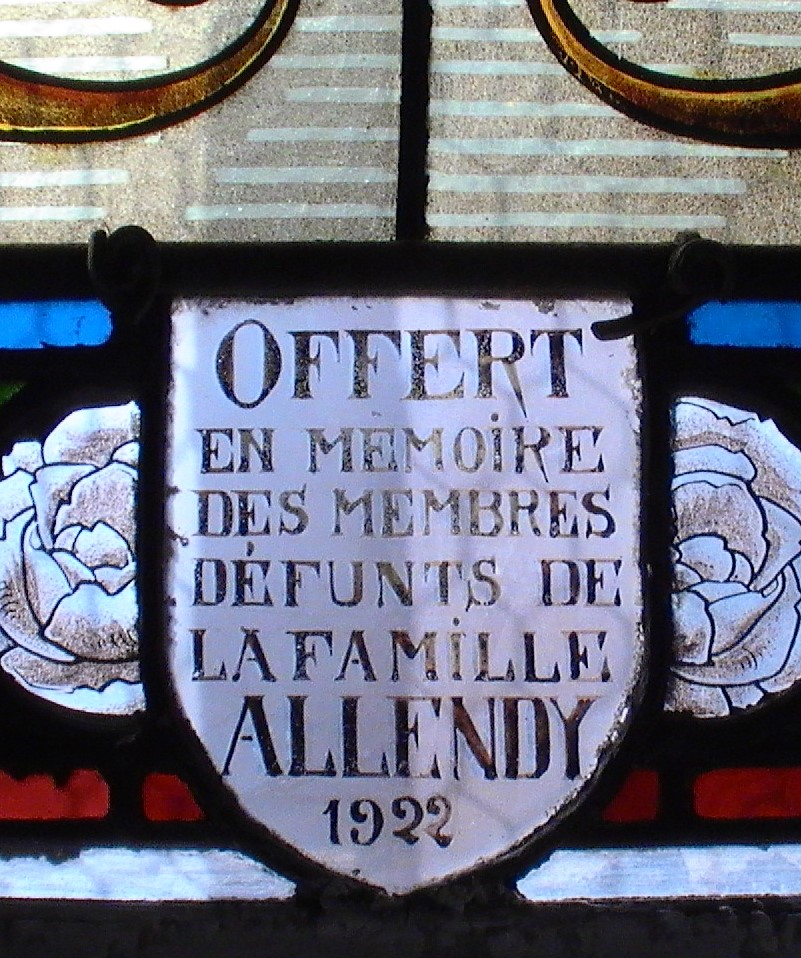
Donateur du vitrail ci-contre
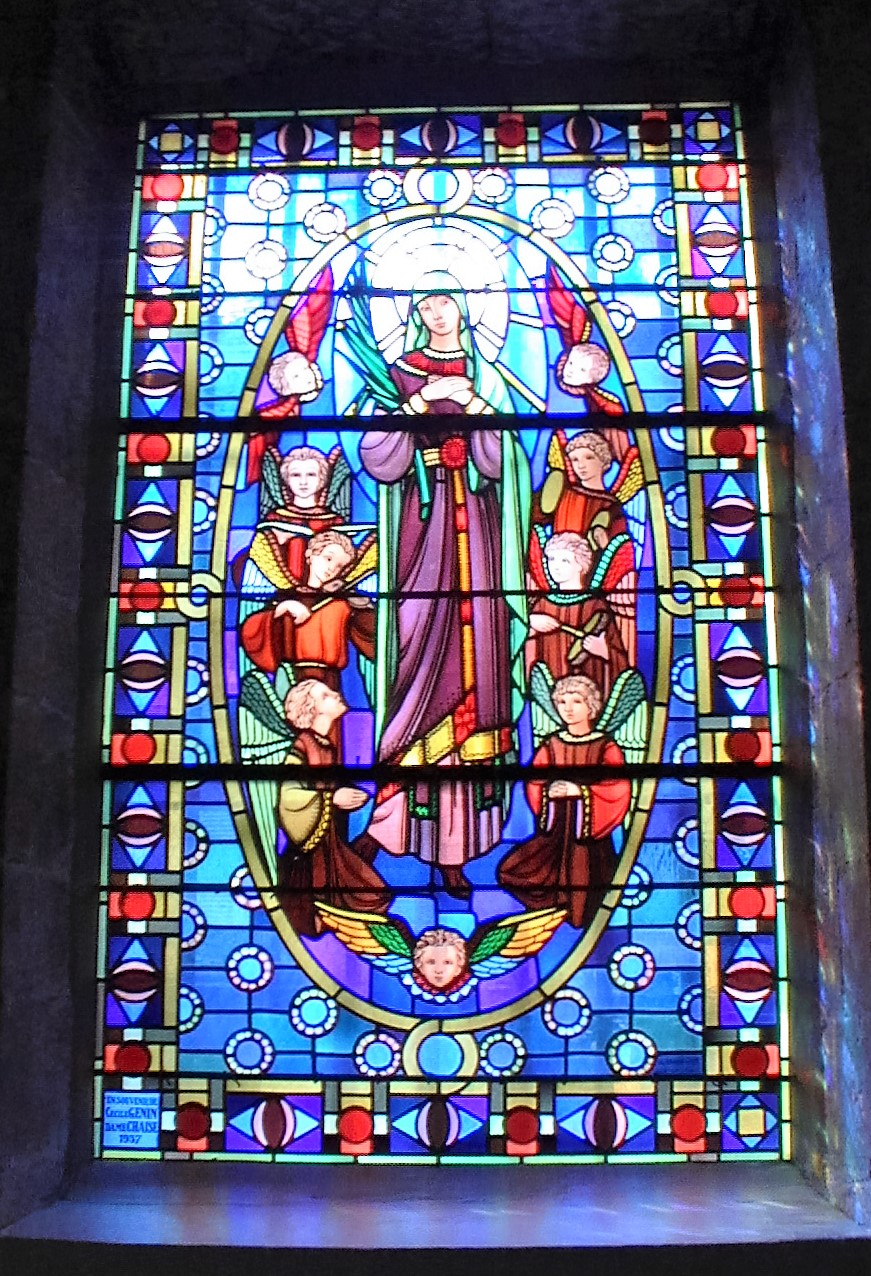
Vitrail Charles Lorin
- 1937 -
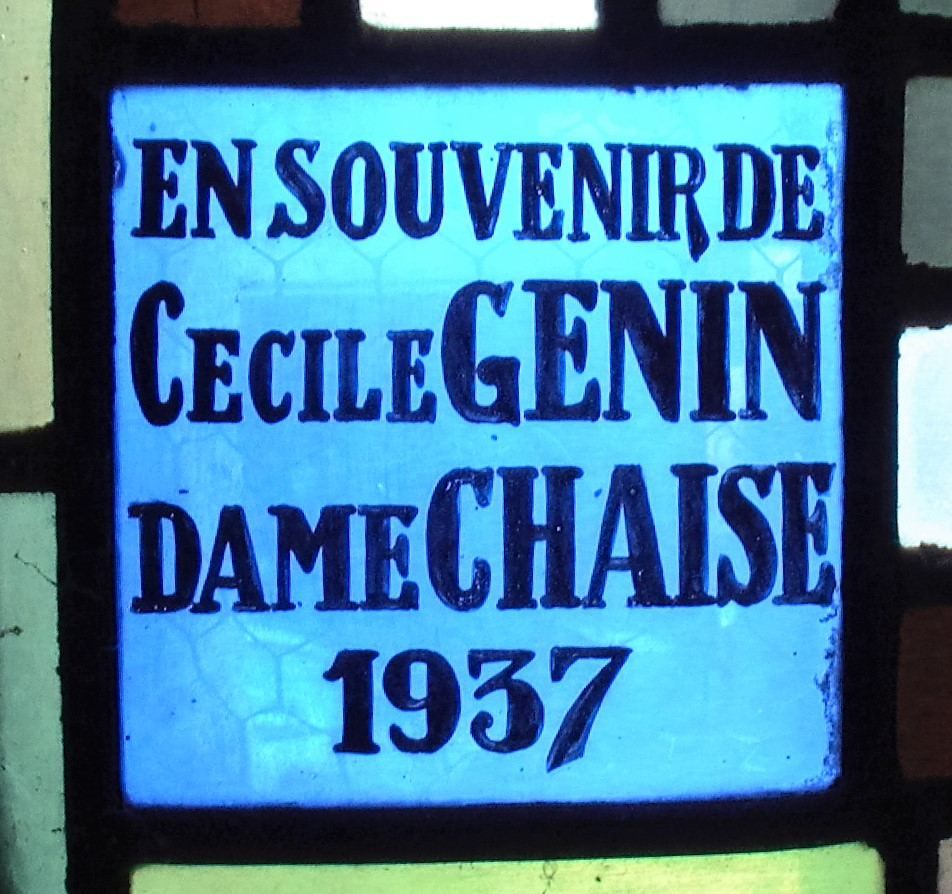
Donatrice du vitrail ci-contre
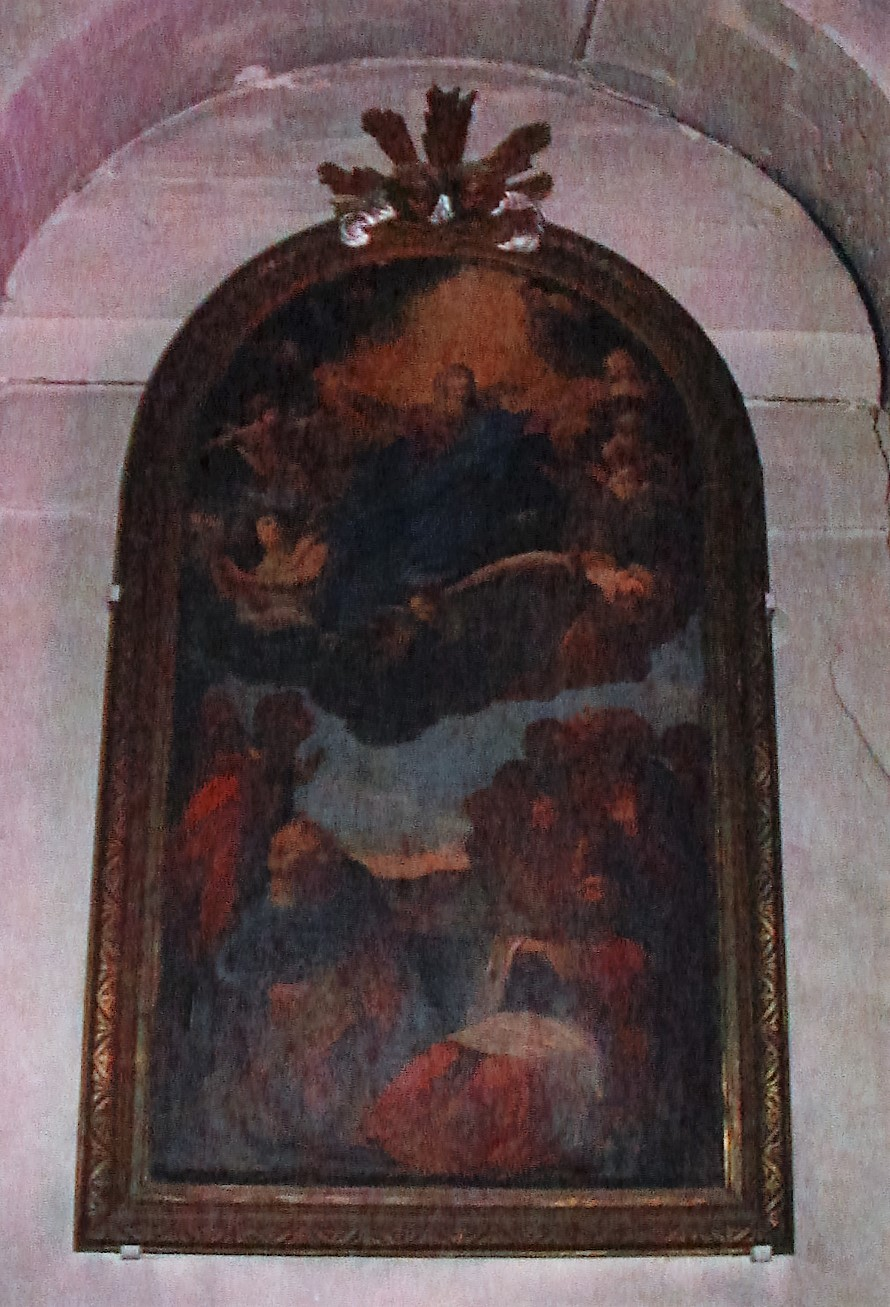
Une toile non caractérisée...

- Maison de la cour Bourdon, tour à tour chantrerie, relais de poste, puis hostellerie, accessible par un porche au plus près de la tour l'église.
- Oratoire (non visible) Saint-Jean-Baptiste des XVIIe, XVIIIe et XIXe siècles, recensé à l'inventaire général du patrimoine culturel[72].
- Colonie pénitentiaire (ancienne) dite des Douaires, de la seconde moitié du XIXe siècle, recensée à l'inventaire général du patrimoine culturel[73],[74].
- Manoir de l'Aunay, ou l'Aunaie, probablement du XVIIe siècle, recensé à l'inventaire général du patrimoine culturel[75].
- Lavoir, probablement de la seconde moitié du XVIIIe siècle, recensé à l'inventaire général du patrimoine culturel[76]. L'endroit se prête dorénavant aux expositions provisoires.
- Maison du XVIe siècle, 4 rue du Four à Baon, avec porche remarquable, recensée à l'inventaire général du patrimoine culturel[77].
- Maison du XVIe siècle, 10 rue du Four à Baon, école communale jusqu'en 1937, recensée à l'inventaire général du patrimoine culturel[78].
- Château du Mont-Martin.
- Collégiale Saint-Antoine (ancienne) du XIIIe siècle (1205), détruite au XVIIIe siècle (1772)[79], à l'emplacement de laquelle se situe l'église Saint-Ouen.

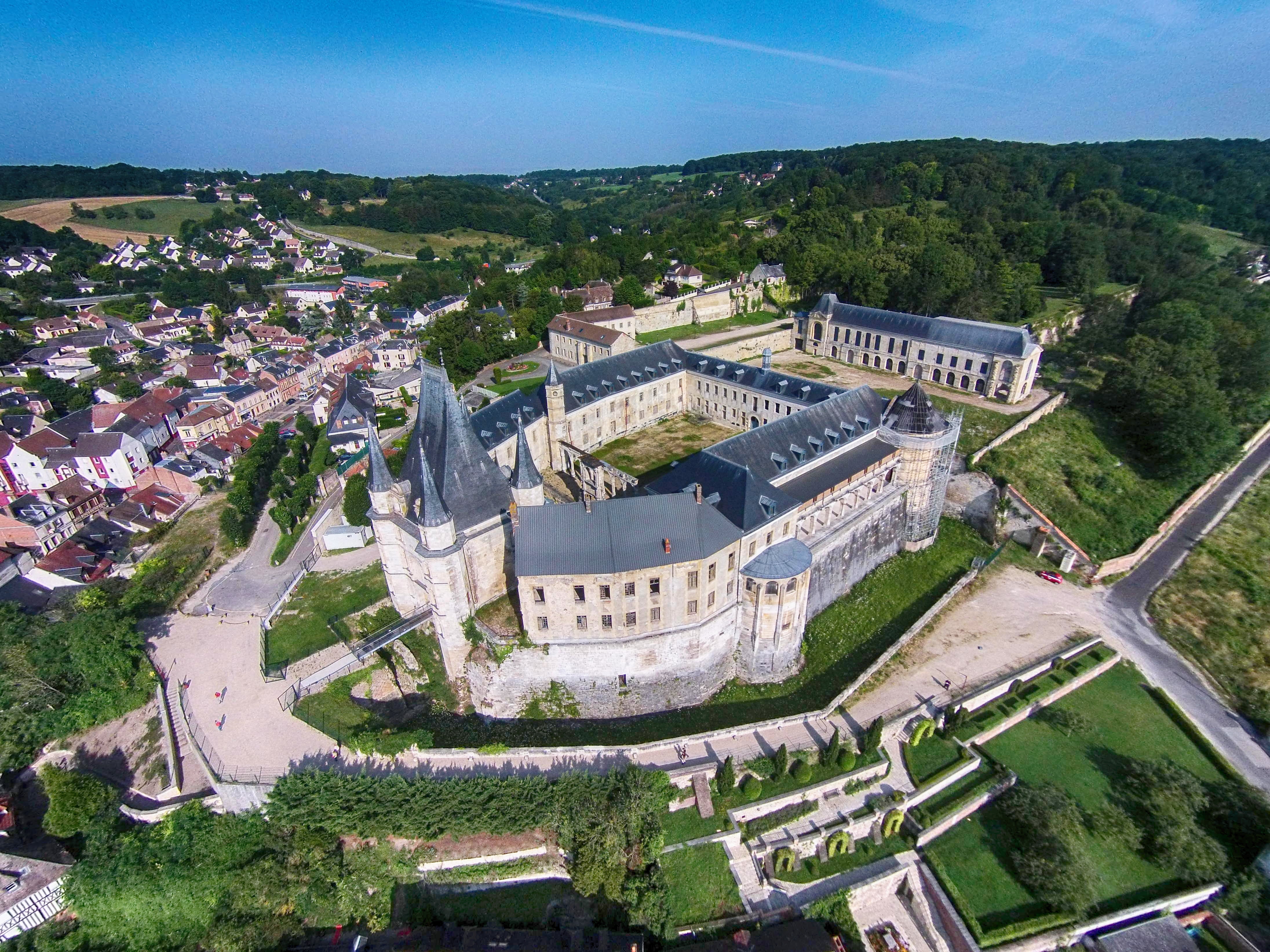
Le château  Classé MH.
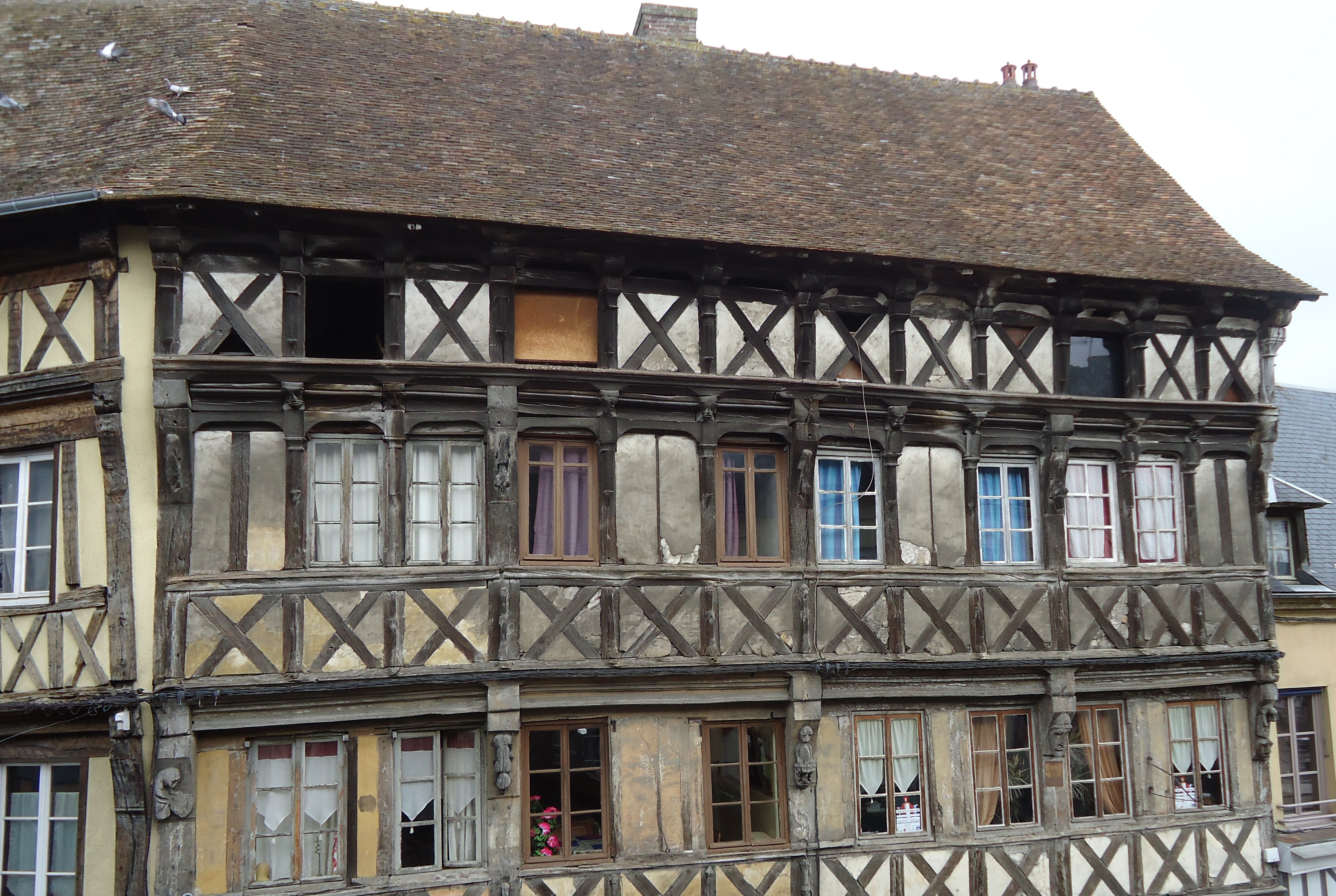
La maison à colombages Classé MH (1943), place de l'Église.
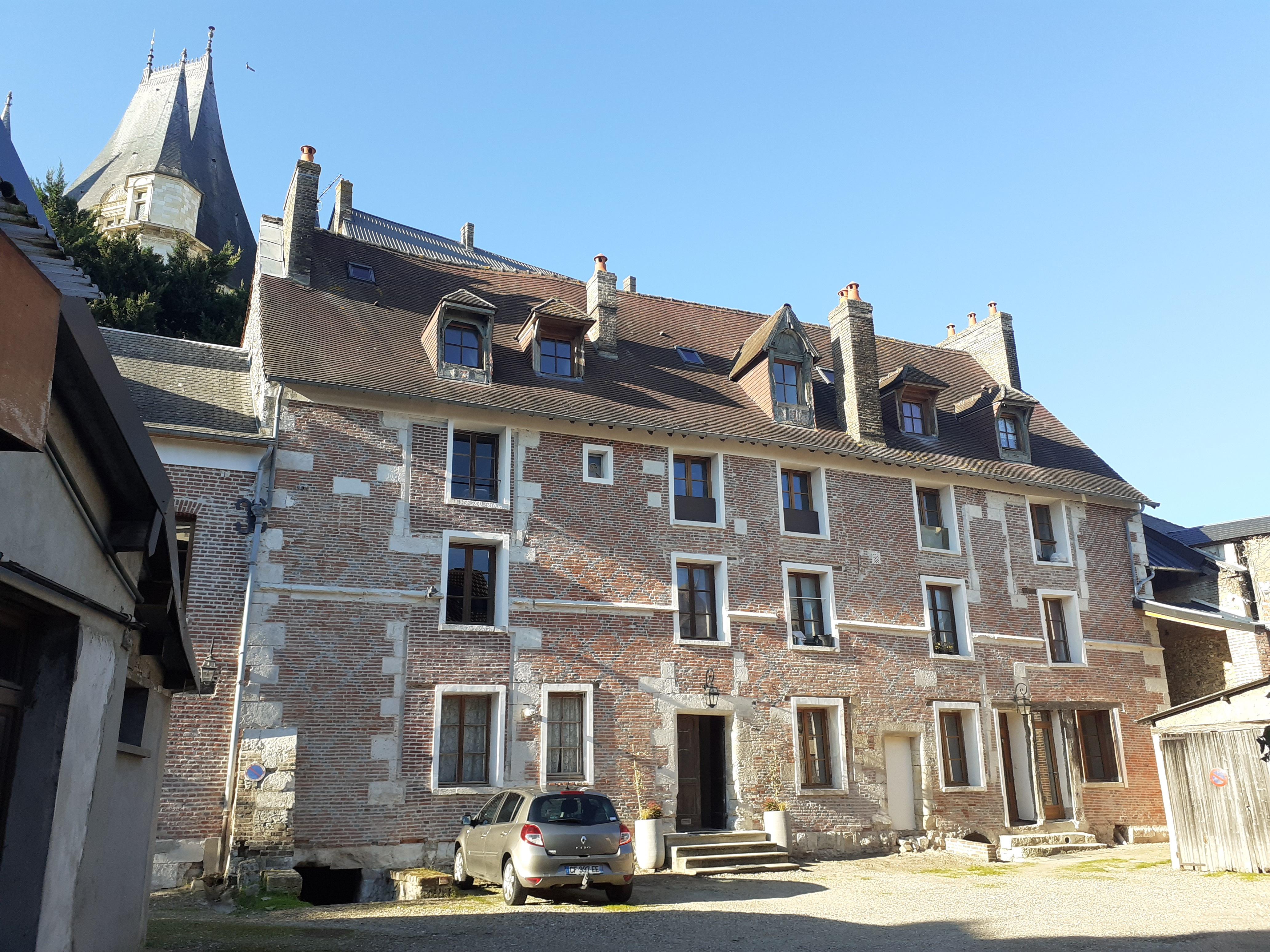
La cour Bourdon.
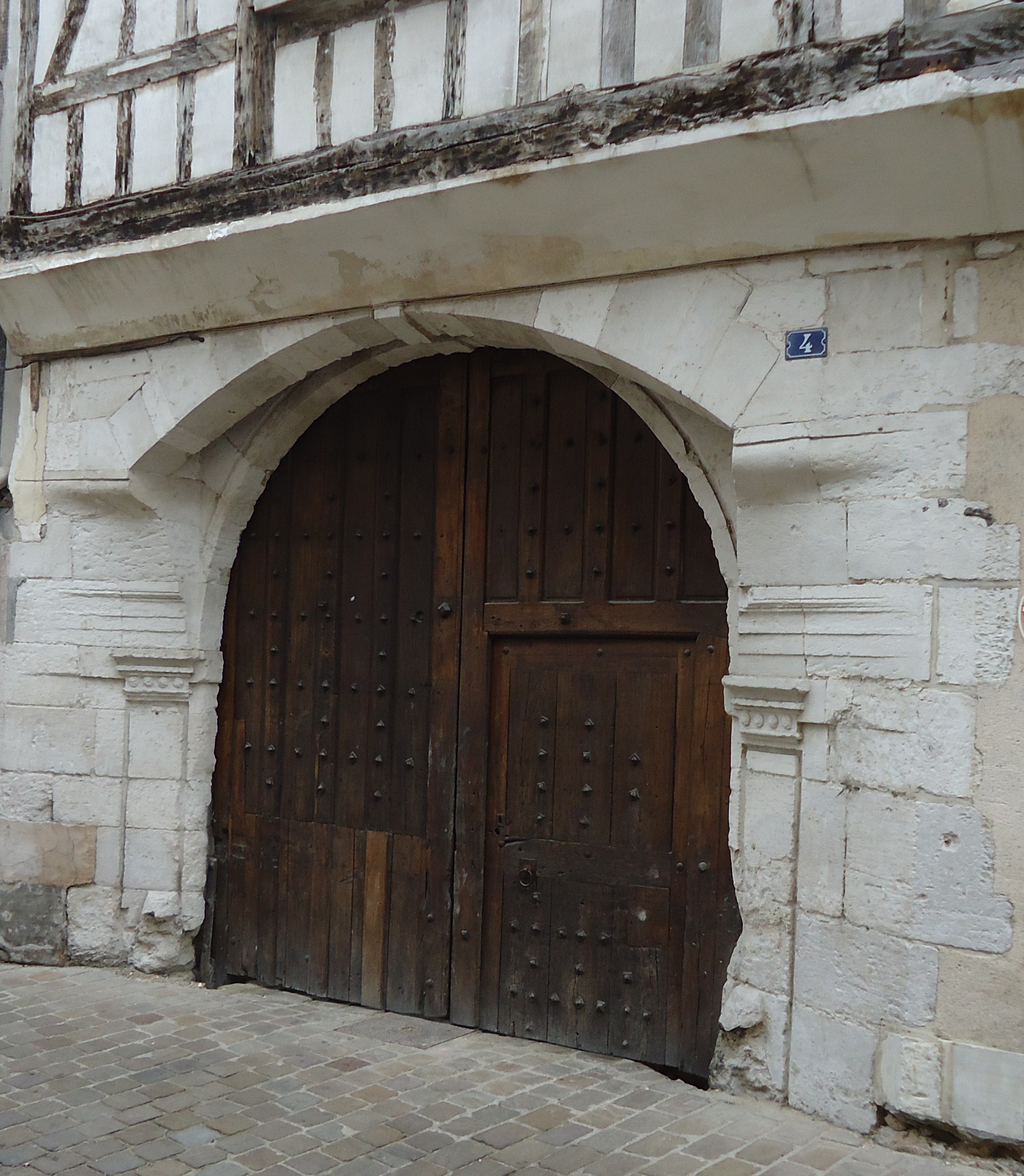
Un porche, rue du Four-à-Baon.
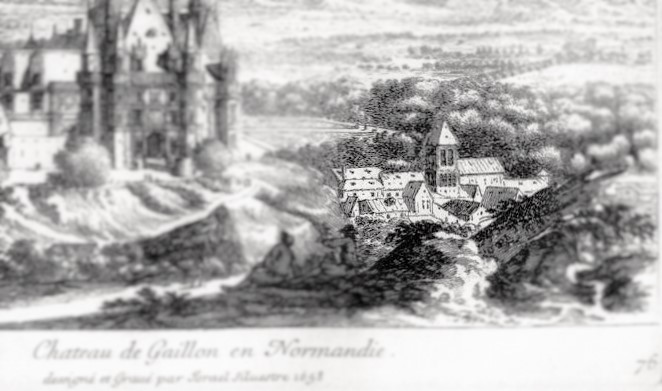
La collégiale Saint-Antoine, là où se dresse de nos jours l'église Saint-Ouen.

- Les édifices recensés en 1986 au 70-72 route de Rouen[80] et au 1 rue du Maréchal-Leclerc[81] ont disparu depuis.

### Cinéma
Le film Ressources humaines de Laurent Cantet sorti en 1999 a été tourné à Gaillon.

### Patrimoine naturel
La commune déplore trois sites pollués sur son territoire  :
- Akzo Nobel Inks, zone industrielle des Artaignes
- Ancienne décharge de déchets industriels, route de la Garenne
- Usine à gaz, rue Paul-Michel

### Personnalités liées à la commune
- Noël Argonne, dit Dom Bonaventure d'Argonne (1634-1704), né à Paris, moine chartreux d'Aubevoye, état dans lequel il meurt le 28 janvier 1704.
- José Edulio Barrientos (1943-2012), sculpteur chilien, exilée; y est mort. A laissé à Gaillon une statue de Pierre Mendès France et un buste de Salvador Allende.
- Henri Anatole Colin (1860-1930), docteur en médecine, aliéniste, en poste à Gaillon, entre 1894 et 1901[82], notamment auprès des aliénés de la maison centrale. Médecin en chef des asiles de la Seine (asile de Villejuif) au moment où il est nommé chevalier de la Légion d'honneur en 1920.
- Tony Cavet (1975-), coureur cycliste, y est né.
- Albert Demangeon (1872-1940), géographe, né à Cormeilles, a passé son enfance à Gaillon. Il a poursuivi ses études à Évreux puis à Paris. Élève de l'École normale supérieure, professeur à la Sorbonne, il est mort à Paris en 1940.
- Jean-Baptiste Gauthier (né à Louviers en 1685), théologien[83],[84], y est mort en 1755.
- Jean Lemaire (1598 - 1659), dit Lemaire-Poussin, peintre, y est mort. En outre, il a réalisé une vue de la chartreuse de Bourbon-lès-Gaillon, que reproduit un ouvrage édité en mai 2017[85].
- Léon Lindet (1857-1929), chimiste, y est mort.
- Henry Périer de Lahitolle (1832-1879), polytechnicien, inventeur du modèle de canon qui porte son nom, y est né.
- Alphonse-Georges Poulain (1875-1966), écrivain, peintre, archéologue, sculpteur - a fréquenté les sous-sols du château.
- Jacques Riberpray (1832-1900), maire, conseiller général, député de l'Eure. Chevalier de la Légion d'honneur du 14 juillet 1891 - Membre de la Société des amis des arts du département de l'Eure.
- Georges Riberpray ( 1861-1917), général de la 128e division fût sous-chef de cabinet du ministre de la Guerre, Maurice Berteaux.
- Israel Silvestre (1621 - 1691), dessinateur prolifique ayant laissé nombre d'illustrations de châteaux français, dont celui de Gaillon.
- Georges Wakhévitch (1907-1984), du 16 juin au 16 septembre 1984, une exposition lui rend hommage au château de Gaillon, intitulée l'univers magique de Wakhévitch.

### Héraldique
| Blason de Gaillon | De gueules à la tour d'or ouverte et maçonnée de sable. |

### Passé de garnison militaire
Un détachement du 74e régiment d’infanterie caserné à Rouen occupe les lieux en 1901 (quartier Pélissier).
Les hommes de la 8e compagnie du 28e régiment d'infanterie, stationnés dans l'ancienne maison centrale, assurent le défilé du 14 juillet 1903 dans un uniforme « prototype » proposé pour supplanter la tenue comportant le pantalon « Garance ».
À partir de 1915, un centre d’instruction d’officiers sous-lieutenants auxiliaires, infanterie (CISLA I) y est organisé, ayant pour objet la réorganisation de l’armée belge, de la rééquiper et de former les cadres, après les ravages provoqués par les premiers mois de la Première Guerre mondiale.
Le comte Pierre Ryckmans fait un passage par Gaillon. En juillet 1917, René Glatigny sollicite et obtient son passage à l'infanterie. Le premier octobre 1917, il est envoyé à Bayeux (Calvados) pour y suivre les cours du centre d'instruction des sous-officiers d'infanterie (CISOI) de l'armée belge. Le 24 février 1918, il est nommé sous-officier et est envoyé au CISLA. La session de Gaillon se termine le 31 juillet. Sorti breveté, René Glatigny retourne au front où il meurt des suites de blessures les jours suivant le 28 septembre 1918.
Une plaque commémorative témoigne de ce centre de formation militaire historique ; elle est visible à l'entrée du château. Par ailleurs, la tombe d'un soldat belge est incorporée au carré militaire du cimetière communal.